# Global Positioning System

Bewegung der GPS-Satelliten um die Erde. Schwarze Punkte stellen Satelliten mit Sichtkontakt zum blauen Bezugspunkt auf der Erdoberfläche dar.

Das Global Positioning System (GPS; deutsch Globales Positionsbestimmungssystem), offiziell NAVSTAR GPS, ist ein globales Navigationssatellitensystem zur Positionsbestimmung. Es wurde seit den 1970er-Jahren vom US-Verteidigungsministerium entwickelt und löste ab etwa 1985 das alte Satellitennavigationssystem NNSS (Transit) der US-Marine ab, ebenso die Vela-Satelliten zur Ortung von Kernwaffenexplosionen. GPS ist seit Mitte der 1990er-Jahre voll funktionsfähig und ermöglicht seit der Abschaltung der künstlichen Signalverschlechterung (Selective Availability) am 2. Mai 2000 auch zivilen Nutzern eine Genauigkeit von oft besser als 10 Metern. Die Genauigkeit lässt sich durch Differenzmethoden (Differential-GPS/DGPS) in der Umgebung eines Referenzempfängers auf Werte im Zentimeterbereich oder besser steigern. Mit den satellitengestützten Verbesserungssystemen (SBAS), die Korrekturdaten über geostationäre, in den Polargebieten nicht zu empfangende Satelliten verbreiten und ebenfalls zur Klasse der DGPS-Systeme gehören, werden kontinentweit Genauigkeiten von einem Meter erreicht. GPS hat sich als das weltweit wichtigste Ortungsverfahren etabliert und wird in Navigationssystemen weitverbreitet genutzt.
Die offizielle Bezeichnung ist „Navigational Satellite Timing and Ranging – Global Positioning System“ (NAVSTAR GPS). NAVSTAR wird manchmal auch als Abkürzung für „Navigation System using Timing and Ranging“ (ohne GPS) genutzt. Das System wurde am 17. Juli 1995 offiziell in Betrieb genommen.
Die Abkürzung GPS wird heute umgangssprachlich, zum Teil sogar fachsprachlich, als generische Bezeichnung oder pars pro toto für sämtliche Satellitennavigationssysteme benutzt, die korrekt unter dem Kürzel GNSS (Global Navigation(al) Satellite System) zusammengefasst werden.
Für die Entwicklung von GPS erhielten Bradford W. Parkinson, Hugo Fruehauf und Richard Schwartz 2019 den Queen Elizabeth Prize for Engineering.

## Einsatzgebiete
GPS war ursprünglich zur Positionsbestimmung und Navigation im militärischen Bereich (in Waffensystemen, Kriegsschiffen, Flugzeugen usw.) vorgesehen. Im Gegensatz zu Mobilfunkgeräten können GPS-Geräte Signale nur empfangen aber nicht aktiv senden. So kann navigiert werden, ohne dass Dritte Informationen über den eigenen Standort erhalten. Heute wird das GPS durchweg auch im zivilen Bereich genutzt: Zur räumlichen Orientierung in Seefahrt, Luftfahrt und im Straßenverkehr ebenso wie beim Aufenthalt in der Natur; zur Positionsbestimmung und -verfolgung im Rettungs- und Feuerwehrdienst, im ÖPNV sowie im Logistikbereich.
DGPS-Verfahren haben in Deutschland nach dem Aufbau des Satellitenpositionierungsdienstes der deutschen Landesvermessung (SAPOS) besondere Bedeutung in der Geodäsie, da sich damit landesweit Vermessungen in cm-Genauigkeit durchführen lassen. In der Landwirtschaft wird es beim Precision Farming zur Positionsbestimmung der Maschinen auf dem Acker genutzt.
Speziell für den Einsatz in Mobiltelefonen wurde das Assisted Global Positioning System (A-GPS) entwickelt.

## Aufbau und Funktionsweise der Ortungsfunktion

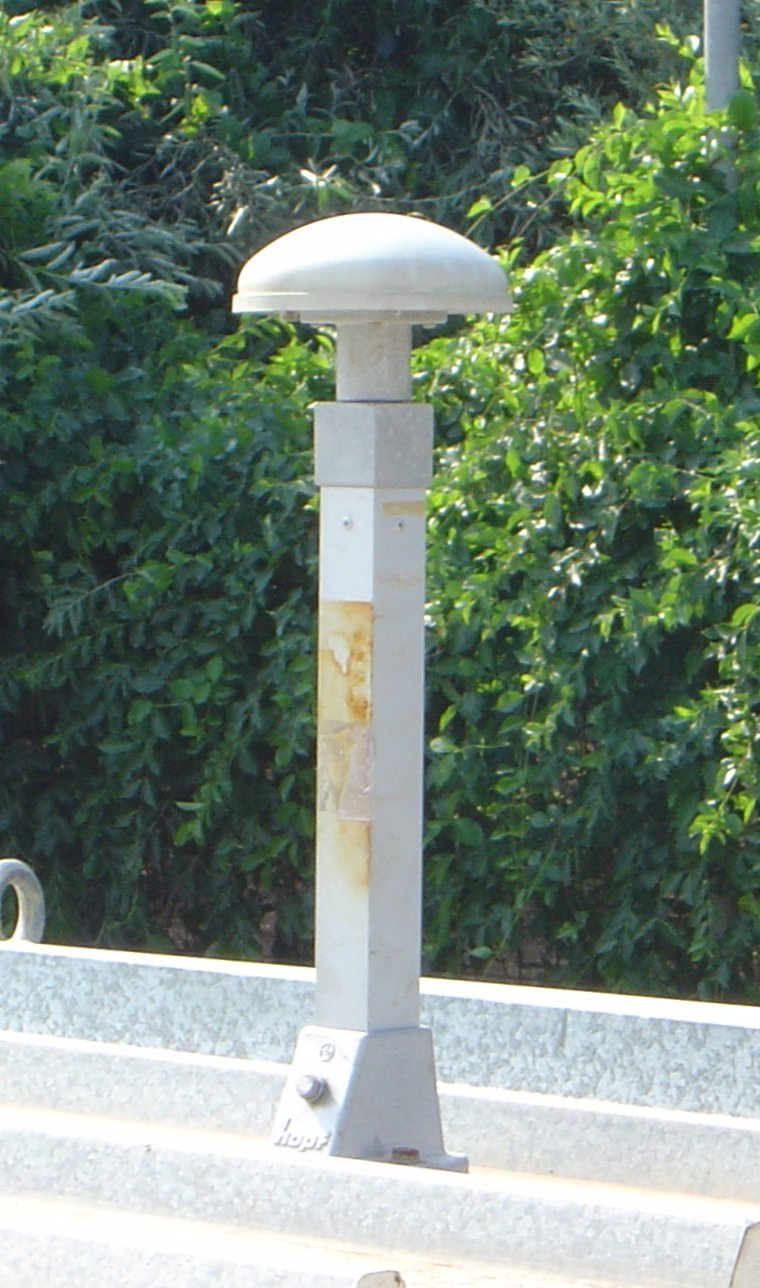
Stationäre GPS-Empfangsantenne für zeitkritische wissenschaftliche Messungen

Das allgemeine Prinzip der GPS-Satellitenortung beschreibt der Artikel Globales Navigationssatellitensystem.
GPS basiert auf Satelliten, die mit codierten Radiosignalen ständig ihre aktuelle Position und die genaue Uhrzeit ausstrahlen. Aus den Signallaufzeiten können spezielle Empfänger ihre eigene Position und Geschwindigkeit berechnen. Theoretisch reichen die Signale von drei Satelliten aus, welche sich oberhalb ihres Abschaltwinkels befinden müssen, um daraus die genaue Position und Höhe zu bestimmen. In der Praxis haben GPS-Empfänger keine ausreichend genaue Uhr, um die Laufzeiten gegenüber der GPS-Zeit korrekt zu messen. Deshalb wird das Signal eines vierten Satelliten benötigt, mit dem die Referenzzeit im Empfänger bestimmt werden kann. Zur Anzahl der benötigten Satelliten siehe auch: GPS-Technik
Mit den GPS-Signalen lässt sich nicht nur die Position, sondern auch die Geschwindigkeit und Bewegungsrichtung des Empfängers bestimmen, die dann auf einer digitalen Landkarte oder als Kompass angezeigt werden kann. Da dies allgemein über Messung des Dopplereffektes oder die Differenzierung des Ortes nach der Zeit (Maß und Richtung der festgestellten örtlichen Veränderung) erfolgt, ist die Kompassmessung nur möglich, wenn der Empfänger sich bewegt hat.
Die Satellitenkonstellation wurde so festgelegt, dass es einem GPS-Empfänger in der Regel möglich ist, Kontakt mit mindestens vier Satelliten zu haben. Sechs Bahnebenen sind 55° gegen den Äquator geneigt und decken fast die ganze Welt ab.
Entsprechend der GPS-Basiskonfiguration sollten in jeder der sechs Bahnebenen mindestens vier Satelliten die Erde in 20.200 km Höhe an jedem Sterntag zweimal umkreisen. Ein Satellit der Ausführung IIR etwa ist für eine Einsatzdauer von 7,5 Jahren konstruiert. Um Ausfälle aufgrund von technischen Defekten zu vermeiden werden zusätzliche Satelliten bereitgehalten. Teilweise sind diese in extended Slots der Konstellation platziert und nehmen dort eine aktive Rolle ein. Weitere inaktive Ersatzsatelliten warten in einer Umlaufbahn auf ihren Einsatz. Eine entstandene Lücke in der Konstellation führt zu keiner Einschränkung der Signalverfügbarkeit, wenn ein unmittelbar benachbarter extended Slot besetzt ist. Um eine Lücke aufzufüllen, kann ein neuer Satellit gestartet werden, ein schlafender Satellit, der bereits im Umlauf ist, aktiviert werden oder ein aktiver Satellit zu einer anderen Position manövriert werden. Alle diese Maßnahmen sind zeitaufwendig. Es dauert Monate, um einen Satelliten an die für den Einsatz erforderliche Position zu bringen. Innerhalb einer Bahnebene kann eine Repositionierung durch eine Folge von Brems- und Beschleunigungsmanövern erfolgen, solange der Treibstoffvorrat hierzu ausreicht, der im Regelfall nur zur Einhaltung der exakten Position verwendet wird. Aufgrund des schwachen Triebwerks kann ein Satellit sich nicht selber in eine höhere Umlaufebene befördern.

## Gesendete Daten
Das Datensignal mit einer Datenrate von 50 bit/s und einer Rahmenperiode von 30 s wird parallel mittels Spread-Spectrum-Verfahren auf zwei Frequenzen ausgesendet:
- Auf der L1-Frequenz (1575,42 MHz) werden der C/A-Code („Coarse/Acquisition“) für die zivile Nutzung, und trennbar-überlagert dazu der nicht öffentlich bekannte P/Y-Code („Precision/encrypted“) für die militärische Nutzung eingesetzt. Das übertragene Datensignal ist bei beiden Codefolgen identisch und stellt die 1500 Bit lange Navigationsnachricht dar. Diese Navigationsnachricht besteht aus den Komponenten GPS-Zeiten und Satellitenstatus, Ephemerisdaten und Almanach. GPS-Empfänger nutzen die GPS-Zeiten, den Satellitenstatus und Ephemerisdaten, um ihren Standort zu berechnen, und speichern die Almanachdaten zwischen, um 25-seitige Almanachdaten zu erstellen. Die Almanachdaten stellen den groben Almanach jedes einzelnen Satelliten, die Schaltsekunden seit 1980, die ionosphärische Laufzeitkorrektur der Altimetrie usf. zur Verfügung und dienen zum Beschleunigen der Erstpositionsbestimmung und zum Verbessern der Standortbestimmung. Die Übertragung der Navigationsnachricht benötigt 30 Sekunden.
- Die zweite Frequenz L2-Frequenz (1227,60 MHz) überträgt nur den P/Y-Code. Wahlweise kann auf der zweiten Frequenz der C/A-Code übertragen werden. Durch die Übertragung auf zwei Frequenzen können ionosphärische Effekte, die zur Erhöhung der Laufzeit führen, herausgerechnet werden, was die Genauigkeit steigert. Im Rahmen der GPS-Modernisierung wird seit 2005 (Satelliten des Typs IIR-M und IIF) zusätzlich ein neuer ziviler C-Code (L2C) mit optimierter Datenstruktur übertragen.
- Momentan ist die dritte L5-Frequenz (1176,45 MHz) im Aufbau. Sie soll die Robustheit des Empfangs weiter verbessern und ist vor allem für die Luftfahrt und Rettungsdienst-Anwendungen vorgesehen. Seit 2010 werden die L5-fähigen IIF-Satelliten eingesetzt, seit dem 28. April 2014 enthalten die L5-Signale nutzbare Navigationsdaten und seit dem 31. Dezember 2014 werden diese täglich aktualisiert. L5 verwendet die gleiche modernisierte Datenstruktur wie das L2C-Signal.[3][4]

Jeder Satellit hat einen Empfänger für eine Datenverbindung im S-Band (1783,74 MHz zum Empfangen, 2227,5 MHz zum Senden).

### C/A-Code
Der für die Modulation des Datensignals im zivilen Bereich eingesetzte C/A-Code ist eine pseudozufällige Codefolge mit einer Länge von 1023 Bits. Die Sendebits einer Codefolge werden bei „Spread Spectrum“-Modulationen als sogenannte „Chips“ bezeichnet und tragen keine Nutzdateninformation, sondern dienen nur zur Demodulation mittels Korrelation mit der Codefolge selbst. Diese 1023 Chips lange Folge hat eine Periodenlänge von 1 ms, und die Chips-Rate beträgt 1,023 Mcps. Die beiden Codegeneratoren für die Gold-Folge bestehen aus jeweils 10 Bit langen Schieberegistern und sind vergleichbar mit linear rückgekoppelten Schieberegistern, wenngleich sie für sich einzeln nicht die maximale Folge ergeben. Die beim C/A-Code eingesetzten Generatorpolynome G1 und G2 lauten:
{\displaystyle G_{1}=1+x^{3}+x^{10}}
{\displaystyle G_{2}=1+x^{2}+x^{3}+x^{6}+x^{8}+x^{9}+x^{10}}
Die endgültige Gold-Folge (C/A-Codefolge) wird durch eine Codephasenverschiebung zwischen den beiden Generatoren erreicht. Die Phasenverschiebung wird bei jedem GPS-Satelliten unterschiedlich gewählt, so dass die dabei entstehenden Sendefolgen (Chips-Signalfolgen) orthogonal zueinander stehen – damit ist ein unabhängiger Empfang der einzelnen Satellitensignale möglich, obwohl alle GPS-Satelliten auf den gleichen Nominalfrequenzen L1 und L2 senden (sogenanntes Codemultiplex, CDMA-Verfahren).
Im Gegensatz zu den pseudozufälligen Rauschfolgen aus linear rückgekoppelten Schieberegistern (LFSR) haben die zwar ebenfalls pseudozufälligen Rauschfolgen aus Gold-Codegeneratoren wesentlich bessere Eigenschaften der Kreuzkorrelation, wenn die zugrundeliegenden Generatorpolynome entsprechend ausgewählt werden. Dies bedeutet, dass die durch die Codephasenverschiebung eingestellten, unterschiedlichen Gold-Folgen mit gleichen Generatorpolynomen zueinander fast orthogonal im Coderaum stehen und sich damit kaum gegenseitig beeinflussen. Die beim C/A-Code eingesetzten LFSR-Generatorpolynome G1 und G2 erlauben maximal 1023 Codephasenverschiebungen, wovon ungefähr 25 % zueinander eine in der GPS-Anwendung hinreichend kleine Kreuzkorrelation für den CDMA-Empfang aufweisen. Damit können neben den maximal 32 GPS-Satelliten und deren Navigationssignalen weitere rund 200 Satelliten zusätzlich Daten auf der gleichen Sendefrequenz zu den GPS-Empfängern übertragen – dieser Umstand wird beispielsweise im Rahmen von EGNOS zur Übermittlung von atmosphärischen Korrekturdaten, Wetterdaten und Daten für die zivile Luftfahrt ausgenutzt.
Da die Datenrate der damit übertragenen Nutzdaten 50 bit/s beträgt und ein Nutzdatenbit genau 20 ms lang ist, wird ein einzelnes Nutzdatenbit immer durch exakt 20-malige Wiederholung einer Gold-Folge übertragen.
Der zuschaltbare künstliche Fehler Selective Availability, der seit dem Jahr 2000 nicht mehr eingesetzt wird, wurde bei dem C/A-Code dadurch erreicht, dass die zeitliche Ausrichtung (Taktsignal) der Chips einer geringen zeitlichen Schwankung (Jitter) unterworfen wurde. Die regionale Störung von GPS-Signalen wird durch das US-Militär durch GPS-Jammer erreicht und macht damit GPS nicht in jedem Fall zu einem verlässlichen Orientierungsmittel, da nicht verlässlich feststellbar ist, ob und wie weit GPS-Signale von den tatsächlichen UTM/MGRS-Koordinaten abweichen.

### P(Y)-Code

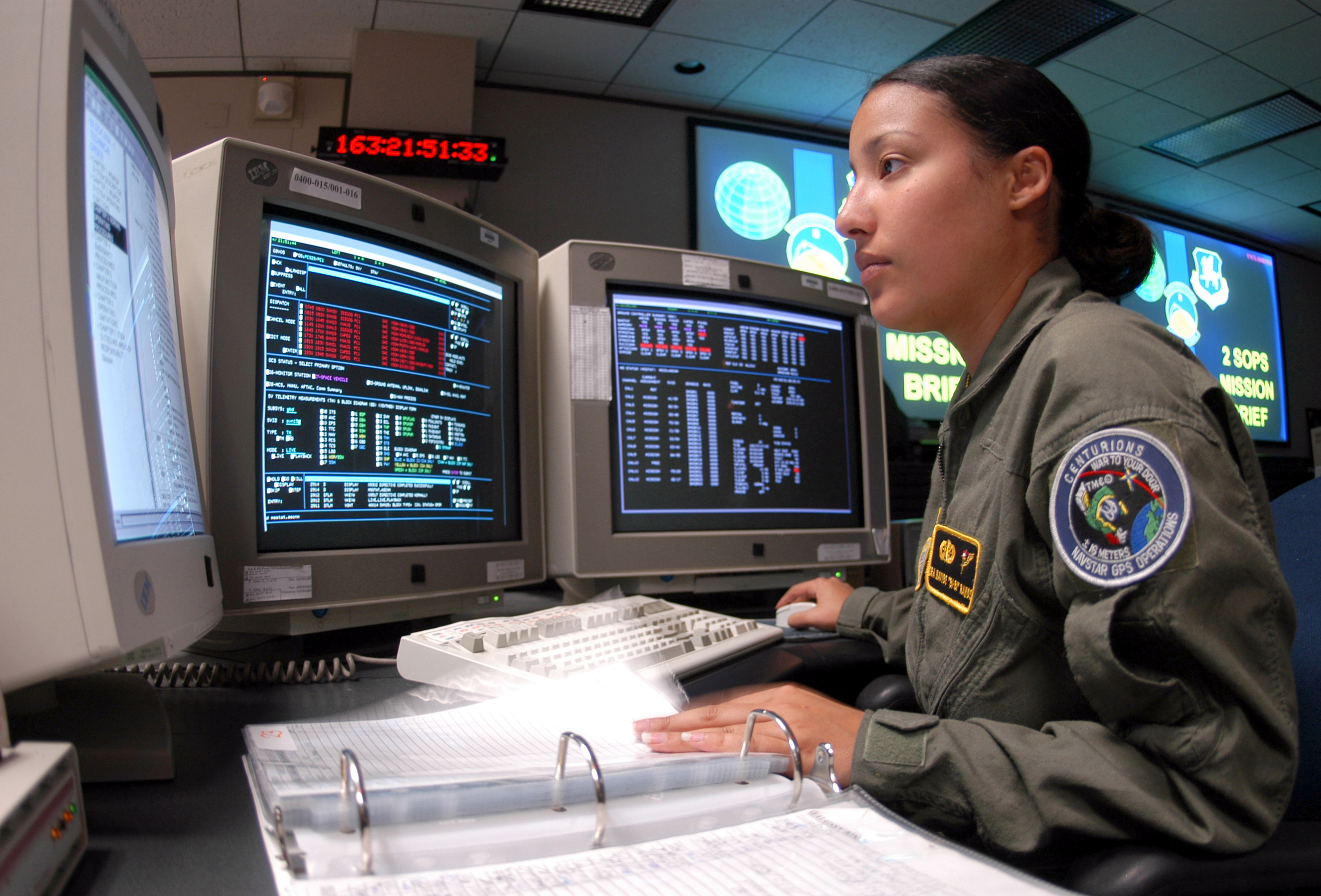
Eine US-Luftwaffensoldatin geht in einem Satellitenkontrollraum der Schriever Air Force Base in Colorado (USA) eine Checkliste zur Steuerung von GPS-Satelliten durch.

Der längere und meist militärisch verwendete P-Code verwendet als Codegenerator sogenannte JPL-Folgen. Er unterteilt sich in den öffentlich dokumentierten P-Code und den zur Verschlüsselung auf der Funkschnittstelle eingesetzten und geheimen Y-Code, welcher bedarfsmäßig zu- bzw. abgeschaltet werden kann. Die Kombination daraus wird als P/Y-Code bezeichnet. Die Verschlüsselung mit dem Y-Code soll einen möglichst manipulationssicheren Betrieb (engl. Anti-Spoofing oder AS-Mode) ermöglichen. Seit 31. Januar 1994 ist der AS-Modus permanent aktiviert, und es wird nicht mehr der öffentlich bekannte P-Code direkt übertragen.
Der P-Code wird aus vier linearen Schieberegistern (LFSR) der Länge 10 gebildet. Zwei davon bilden den sogenannten X1-Code, die anderen beiden den X2-Code. Der X1-Code wird mit dem X2-Code so über XOR-Verknüpfungen kombiniert, dass insgesamt 37 verschiedene Phasenverschiebungen 27 verschiedene Wochensegmente des P-Codes ergeben. Die Längen sind bei diesem Code wesentlich höher als beim C/A-Code. So liefert der X1-Codegenerator eine Länge von 15.345.000 Chips und X2 eine Codefolge, die exakt um 37 Chips länger ist. Die Dauer, bis sich der P-Code wiederholt, ergibt sich daraus zu 266 Tagen (38 Wochen). Der P/Y-Code wird mit einer Chiprate von 10,23 Mcps gesendet, das entspricht der zehnfachen Chiprate des C/A-Codes. Er benötigt daher ein breiteres Frequenzspektrum als der C/A-Code.
Zur Unterscheidung der einzelnen GPS-Satelliten im P/Y-Code wird die sehr lange Codefolge von rund 38 Wochen Dauer in einzelne Wochensegmente aufgeteilt. Jeder GPS-Satellit hat einen genau eine Woche lang dauernden Codeabschnitt zugewiesen, und am Anfang jeder Woche (Sonntag 00:00 Uhr) werden alle P-Codegeneratoren wieder auf den Startwert zurückgesetzt. Damit wiederholt sich pro GPS-Satellit der P/Y-Code einmal pro Woche. Die Bodenstationen benötigen fünf Wochensegmente des in Summe 38 Wochen langen P-Codes für Steueraufgaben, 32 Wochensegmente sind für die Unterscheidung der einzelnen GPS-Satelliten vorgesehen.
Der C/A-Code dient dabei zur Umschaltung – sogenanntes Hand Over – auf den P/Y-Code. Da die P-Codefolge pro GPS-Satellit eine Woche umfasst, wäre das direkte Synchronisieren einfacher Empfänger auf die P-Codefolge ohne Kenntnis der genauen GPS-Uhrzeit praktisch unmöglich. Einfache GPS-Empfänger, die den P/Y-Code verwenden, synchronisieren sich zuerst auf den C/A-Code, gewinnen aus den übertragenen Daten die notwendigen Umschaltinformationen wie Uhrzeit, Wochentag und andere Informationen, stellen damit ihre P-Codegeneratoren entsprechend ein und schalten dann auf den Empfang des P/Y-Code um.
Moderne militärische GPS-Empfänger werden heute mit einer sehr viel größeren Anzahl von Korrelatoren ausgestattet, ähnlich wie der im zivilen Bereich eingesetzte SiRFstar-III-Chipsatz, wodurch es möglich ist, den P/Y-Code direkt auszuwerten. Diese Empfänger werden bei den Herstellern als „direct-Y-code“-Empfänger bezeichnet. Diese Empfängergeneration macht es möglich, den C/A-Code zu stören, um die Nutzung von zivilen GPS-Empfängern durch gegnerische Kräfte beispielsweise zum Vermessen von Feuerstellungen zu verhindern. Da die Bandbreite des militärischen Signals ca. 20 MHz ist, können die 1–2 MHz Bandbreite des C/A-Codes, die zivil genutzt werden, gestört werden, ohne dass militärische Empfänger wesentlich beeinträchtigt werden. Das und die Annahme, dass heutige Konflikte regional begrenzt sind, führten zur Entscheidung, die künstliche Verschlechterung dauerhaft abzuschalten.
Die genauen Parameter für die Y-Verschlüsselung des P-Codes sind nicht öffentlich bekannt. Die Parameter der Navigationsdaten (Nutzdaten, Rahmenaufbau, Bitrate), die mittels P/Y-Code übertragen werden, sind allerdings exakt identisch mit den Daten, die mittels der öffentlich bekannten C/A-Codefolge übertragen werden. Der wesentliche Unterschied besteht darin, dass der Takt der P/Y-Codefolge im Satelliten grundsätzlich keinem künstlichen Taktfehler unterworfen wird und der P-Code die 10-fache Taktrate zum C/A-Code aufweist. Damit können P/Y-Empfänger die für die Positionsbestimmung wesentliche Information der Übertragungszeiten genauer gewinnen.
Es bestehen strikte Kontrollen bei der Weitergabe von P-Code-Daten an Länder außerhalb der NATO. Derartige Anwender wie z. B. die Schweizer Luftwaffe erhalten den wöchentlich von der NSA gewechselten aktuellen P-Code und spielen diesen auf die Navigationshardware in ihren Kampfflugzeugen ein. Ohne dieses Update sinkt die Zielgenauigkeit der Bordwaffen drastisch.

## Ausbreitungseigenschaften des Signals
In den verwendeten Frequenzbereichen breitet sich die elektromagnetische Strahlung ähnlich wie sichtbares Licht fast geradlinig aus, wird dabei aber durch Bewölkung oder Niederschlag kaum beeinflusst. Dennoch ist wegen der geringen Sendeleistung der GPS-Satelliten für den besten Empfang der Signale eine direkte Sichtverbindung zum Satelliten erforderlich. In Gebäuden war ein GPS-Empfang bis vor kurzem nicht möglich. Neue Empfängertechnik ermöglicht unter günstigen Bedingungen Anwendungen in Gebäuden. Zwischen hohen Gebäuden kann es durch mehrfach reflektierte Signale (Mehrwege-Effekt) zu Ungenauigkeiten kommen. Zudem ergeben sich z. T. große Ungenauigkeiten bei ungünstigen Satellitenkonstellationen, zum Beispiel wenn nur drei nahe beieinander stehende Satelliten aus einer Richtung zur Positionsberechnung zur Verfügung stehen. Für eine exakte Positionsermittlung sollten möglichst vier Satellitensignale aus unterschiedlichen Himmelsrichtungen empfangbar sein.
Für die zentrale Kontrolle des GPS ist die 50th Space Wing des Air Force Space Command (AFSPC) der US Air Force auf der Schriever AFB, Colorado zuständig.
Die technische Realisierung einschließlich ihrer mathematischen Grundlagen wird im Artikel GPS-Technik beschrieben.

## GPS-Zeit
Jeder GPS-Satellit ist mit einer oder mehreren Atomuhren bestückt. Die damit ermittelte Uhrzeit ist zusammen mit der genauen Position des Satelliten Voraussetzung für die Positionsbestimmung des GPS-Empfängers. Gleichzeitig wird damit ein weltweit einheitliches Zeitsystem zur Verfügung gestellt. Die von einem GPS-Empfänger empfangene Zeit ist zunächst die GPS-Zeit, eine Atomzeitskala ohne Schaltsekunde. Die GPS-Zeit ist daher der Koordinierten Weltzeit (UTC) seit 1980 um 18 Sekunden voraus (Stand April 2025). Die Satellitennachricht enthält die aktuelle Differenz zwischen GPS-Zeit und UTC. Damit kann im Empfänger die genaue UTC berechnet werden. Wenn die Laufzeit des Satellitensignals genau bestimmt wird, garantiert das GPS-System eine Abweichung von UTC von maximal einer Mikrosekunde.

## Nuclear Detection System
Die GPS-Satelliten sind Teil des US-Programms Nuclear Detection System (NDS), früher Integrated Operational Nuclear Detection System (IONDS) genannt, eingebunden in das Verteidigungsprogramm DSP (Defense Support Program). Sie haben optische und Röntgen-Sensoren und ebenso Detektoren für EMP. Damit sollen sie Atombombenexplosionen und Starts von Interkontinentalraketen mit einer Ortsauflösung von 100 m registrieren. Das GPS hat dabei das Vela-System abgelöst.

## Geschichte

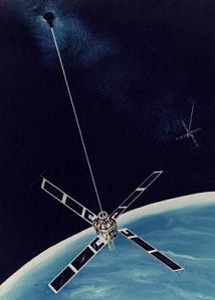
Transit-O-Satellit (operationelle Generation)

Neben bodengestützten Funknavigationssystemen wie dem während des Zweiten Weltkriegs entwickelten Decca Navigation System, welches später vor allem der Seeschifffahrtsnavigation diente und prinzipbedingt nur lokal verfügbar war, wurde ab 1958 von der US-Marine das erste Satellitennavigationssystem Transit entwickelt. Zunächst unter der Bezeichnung Navy Navigation Satellite System (NNSS) wurde es ab 1964 militärisch zur Zielführung ballistischer Raketen auf U-Booten und Flugzeugträgern der US-Marine und ab 1967 auch zivil genutzt. Seine Sendefrequenzen lagen bei 150 und 400 MHz, und es erreichte eine Genauigkeit zwischen 500 und 15 m. Es ist seit dem 31. Dezember 1996 außer Betrieb.

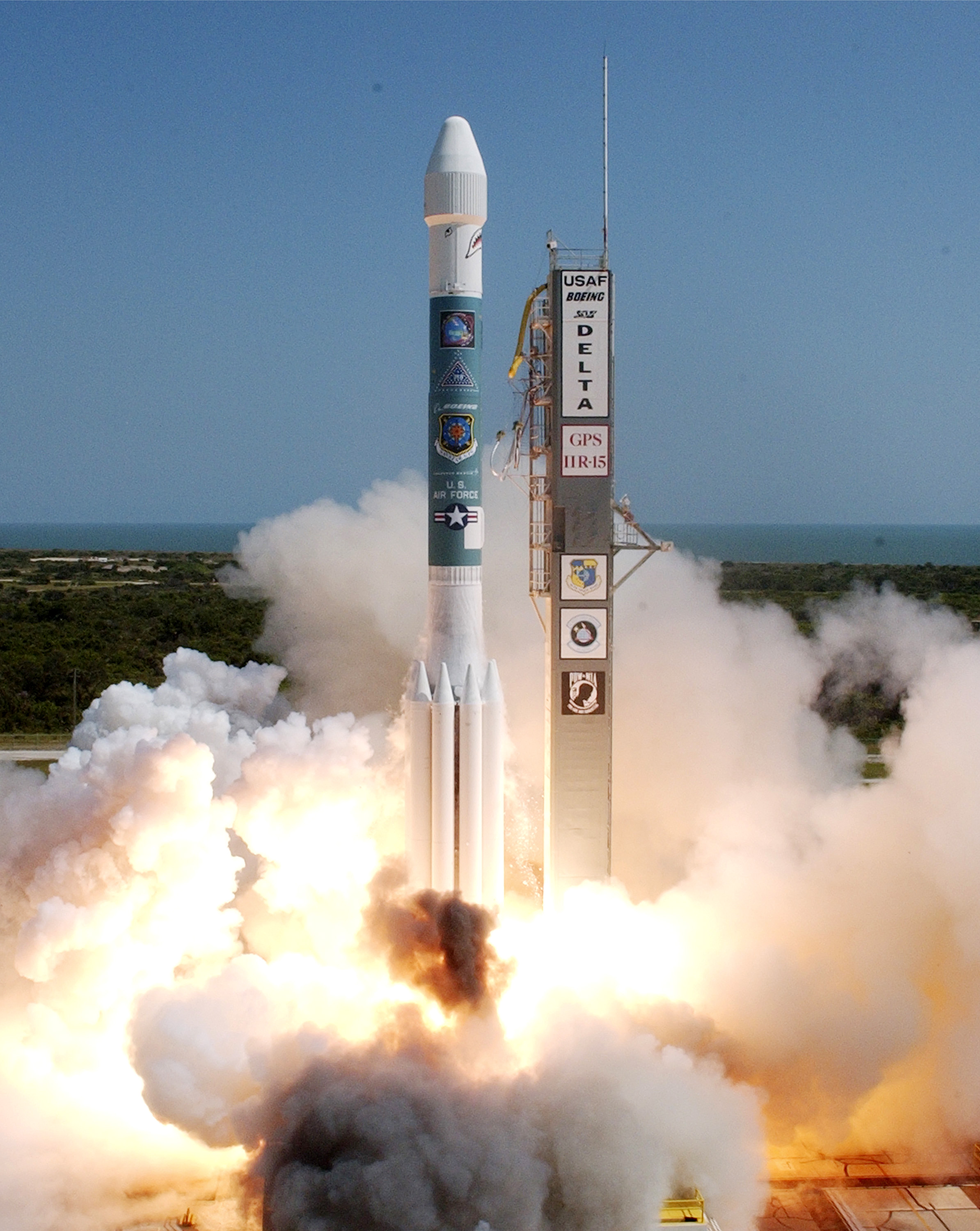
Start des GPS-Satelliten NAVSTAR 58 am 25. September 2006 an Bord einer Delta-II-7925-9.5-Rakete

Das GPS-Programm wurde mit der Gründung des JPO (Joint Program Office) im Jahre 1973 gestartet. Bradford W. Parkinson gilt als Miterfinder des militärisch genutzten Global Positioning System. Gemeinsam mit den US-Amerikanern Roger L. Easton und Ivan A. Getting, die für die zivile Nutzung von GPS vorrangig als Erfinder zu nennen sind, entwickelte er GPS. Der erste GPS-Satellit wurde 1978 vom Vandenberg-Startplatz SLC-3E mit einer Atlas-F-Rakete in eine Umlaufbahn in 20.200 km Höhe und 63° Bahnneigung geschossen.
Am 16. September 1983 wurde von einem Pressesprecher eine Stellungnahme des Weißen Hauses zum Abschuss von Korean-Air-Lines-Flug 007 verlesen. Darin wird angekündigt, dass das GPS-System mit der geplanten Fertigstellung 1988 für zivile Luftfahrt verfügbar sein soll. Diese Mitteilung wird verschiedentlich als Freigabe des militärischen Projekts für die Allgemeinheit verstanden. Das GPS-System wurde aber von Anfang an für militärische und zivile Navigation entwickelt.
1985 startete der letzte Satellit der ersten Generation mit einer Atlas-E-Rakete von der Vandenberg-Startrampe SLC-3W. Mit Einführung der GPS-II-Serie (1989) wechselte man nach Cape Canaveral und startete von der Startrampe LC-17 mit Delta-6925-Raketen. Die Serien GPS IIA bis GPS IIR-M folgten mit Delta-7925-Raketen. Die Inklination wurde bei Starts von Cape Canaveral unter Beibehaltung der Bahnhöhe auf 55° verringert. Im Dezember 1993 wurde die anfängliche Funktionsbereitschaft (Initial Operational Capability) festgestellt. Zu diesem Zeitpunkt waren 24 Satelliten im Einsatz. Die volle Funktionsbereitschaft (Full Operational Capability) wurde im April 1995 erreicht und am 17. Juli 1995 bekanntgegeben. Die GPS-IIF-Serie, deren erster Satellit GPS IIF-1 2010 startete, besitzt keinen Feststoff-Apogäumsmotor mehr, sondern wird von ihren Delta-IV- oder Atlas-V-Trägerraketen direkt im GPS-Orbit ausgesetzt statt auf einer Transferbahn, wie es bis zu GPS-IIR-M-Serie üblich war.
Um nicht-autorisierte Benutzer – potenzielle militärische Gegner – von einer genauen Positionsbestimmung auszuschließen, wurde die Genauigkeit für Benutzer, die keinen Schlüssel haben, künstlich verschlechtert (selective availability = SA, mit einem Fehler von größer 100 m). SA musste in den Block-II-Satelliten implementiert werden, weil der C/A-Dienst deutlich besser als ursprünglich erwartet war. Es gab fast immer vereinzelte Satelliten, bei welchen SA nicht aktiviert war, sodass genaue Zeitübertragungen möglich waren. Am 2. Mai 2000 wurde diese künstliche Ungenauigkeit der Satelliten abgeschaltet, ab ca. 4:05 Uhr UTC sendeten alle Satelliten ein SA-freies Signal. Seitdem kann das System auch außerhalb des bisherigen exklusiven Anwendungsbereichs zur präzisen Positionsbestimmung genutzt werden. Dies führte unter anderem zum Aufschwung der Navigationssysteme in Fahrzeugen und im Außenbereich, da der Messfehler nun in mindestens 90 % der Messungen geringer als 10 m ist.
Am 25. September 2005 brachte eine Delta-II-Rakete den ersten GPS-Satelliten der Baureihe GPS 2R-M (modernized) in den Weltraum. Die Antenne wurde verbessert und das Sendespektrum um eine zweite zivile Frequenz und zwei neue militärische Signale erweitert. Seit Dezember 2005 im Einsatz, erweiterte der neue Satellit die Flotte der funktionstüchtigen Satelliten auf 28. Im Juni 2008 waren 32 Satelliten aktiv. Am 17. August 2009 startete mit GPS 2R-M8 der letzte GPS-Satellit dieser Serie mit einer Delta-II-Rakete erfolgreich in seine Transferbahn.
Am 28. Mai 2010 setzte eine Delta IV Medium+ (4,2) den ersten GPS-IIF-Satelliten im GPS-Orbit ab. Diese Serie ist weiter verbessert (u. a. genauere Atomuhren).
Das Pentagon autorisierte die United States Air Force am 9. Mai 2008, die ersten acht Satelliten der dritten Baureihe zu bestellen. Für Entwicklung und Bau wurden 2 Mrd. US-Dollar bereitgestellt. Die dritte Generation wird aus insgesamt 32 Satelliten bestehen und soll ab 2014 das GPS-II-System ersetzen. Sie unterscheiden sich durch eine erhöhte Signalstärke und weitere Maßnahmen, um eine Störung der Signale zu erschweren. Lockheed Martin und Boeing konkurrierten um den Auftrag, mit dem automatisch die Lieferung der nachfolgenden 24 Satelliten verbunden sein sollte. Am 15. Mai 2008 gewann Lockheed Martin den Auftrag zum Bau der ersten zwei GPS-IIIA-Satelliten. Inzwischen soll der Auftrag auf acht Satelliten aufgestockt worden sein.

### Parallelen zum Parcae-Programm
Die US Navy arbeitete seit den frühen 1970er Jahren unter dem Codenamen Parcae (Englisch für „Parzen“) an einem satellitenbasierten System zum Aufspüren und Positionieren sowjetischer Marineschiffe. 1976 wurde der erste Satellit des Parcae-Programms gestartet. Die Technik zur Positionierung der sowjetischen Schiffe weist, obwohl sie von einem anderen Teil der US-Streitkräfte entwickelt wurde, deutliche Parallelen zu GPS auf:
1. Beide Systeme nutzen präzise Zeitunterschiede zwischen mehreren Satelliten, um den Standort zu bestimmen.
2. Beide erforderten äußerst genaue synchronisierte Uhren.
3. Beide benötigten Satellitenkonstellationen, die zusammenarbeiteten.
4. Beide mussten komplexe Signalverarbeitungs- und Datenübertragungsherausforderungen lösen.

## Satelliten

Skala-Diagramm: Erde mit GPS-Satellitenbahn (grüne Strichlinie), geostationärer Umlaufbahn (schwarze Strichlinie), dem Bereich der erdnahen Umlaufbahn (türkisfarbenes Band) und Bahn der Internationalen Raumstation (rot gepunktete Linie nahe dem Erdumfang).

Die GPS-Satelliten sind auf mehrere Arten nummeriert:
- fortlaufende Navstar-Nummer des Satelliten: Unter dieser Bezeichnung wird der Satellit in internationalen Registern geführt.
- Die Position auf den sechs Hauptorbiten A bis F.
- USA-Nummer: damit werden seit 1984 US-Militärsatelliten nummeriert.
- fortlaufende SVN-Nummer (space vehicle number) für GPS-Satelliten.
- PRN-Nummer, welche die Signalkodierung (nicht den Satelliten) bezeichnet und auf dem GPS-Empfänger angezeigt wird. Wenn ein Satellit ausfällt, kann ein anderer sein Signal mit dem PRN-Code aussenden.

### Aktuelle Konstellation
Die von GPS ursprünglich geplante Konstellation, jetzt als 24-Slot-Basiskonfiguration bezeichnet, umfasst sechs gleichmäßig verteilte Umlaufebenen, jeweils 55° gegen den Äquator geneigt. Diese Umlaufebenen sind mit den Buchstabe A – F gekennzeichnet. In jeder dieser Ebenen sind in der Basiskonfiguration vier Satelliten im Umlauf, die allerdings nicht gleichmäßig verteilt sind. Die einzelnen Positionen in einer Umlaufebene sind festgelegt und mit 1 – 4 durchnummeriert.
Die aktuelle Konfiguration umfasst bis zu sechs zusätzliche Satelliten. 

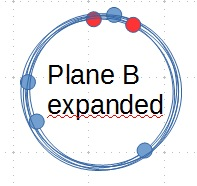

 Die Information darüber sind im Performance-Standard Dokument zu finden. Der Text in Abschnitt 3.0 legt fest, dass die zusätzlichen Satelliten in den Ebenen B, D und F lokalisiert sind. Die tatsächliche Konstellation scheint sich nicht an diese Beschränkung zu halten. Die ungleichmäßig verteilte Belegung einer Ebene mit Satelliten wird am Beispiel der Ebene B gezeigt. In rot ist hier der zu B1F=B5, B1A=B6 erweiterte Slot B1 gezeigt. Die Belegung in den anderen Ebenen ist jeweils ähnlich, aber winkelversetzt, um eine optimale Grundabdeckung für die GPS-Klienten am Boden sicherzustellen.
Die Konstellation umfasst Satelliten der Generation IIR, IIF und III. Einige funktionsbereite Satelliten sind nicht Bestandteil der Konstellation, können aber eingegliedert werden, sollte ein anderer Satellit durch technischen Defekt frühzeitig ausscheiden, so zeitweise geschehen mit Navstar 35. Alle Satelliten der Generation benötigen eine jährliche Auszeit von bis zu einem Tag, um die Position zu korrigieren oder Wartungsarbeiten durchzuführen.
| Satellit             | Position | Start              | SVN | PRN | Katalog-Nr. (AFSC) | COSPAR- Bezeichnung | Typ   |
| -------------------- | -------- | ------------------ | --- | --- | ------------------ | ------------------- | ----- |
| NAVSTAR 43 (USA 132) | F6       | 23. Juli 1997      | 43  | 13  | 24876              | 1997-035A           | IIR   |
| NAVSTAR 47 (USA 150) | E4       | 11. Mai 2000       | 51  | 20  | 26360              | 2000-025A           | IIR   |
| NAVSTAR 48 (USA 151) | B3       | 16. Juli 2000      | 44  | 28  | 26407              | 2000-040A           | IIR   |
| NAVSTAR 51 (USA 166) | B1       | 29. Januar 2003    | 56  | 16  | 27663              | 2003-005A           | IIR   |
| NAVSTAR 52 (USA 168) | D3       | 31. März 2003      | 45  | 21  | 27704              | 2003-010A           | IIR   |
| NAVSTAR 53 (USA 175) | E6       | 21. Dezember 2003  | 47  | 22  | 28129              | 2003-058A           | IIR   |
| NAVSTAR 54 (USA 177) | C5       | 20. März 2004      | 59  | 19  | 28190              | 2004-009A           | IIR   |
| NAVSTAR 56 (USA 180) | D1       | 6. November 2004   | 61  | 02  | 28474              | 2004-045A           | IIR   |
| NAVSTAR 57 (USA 183) | C4       | 26. September 2005 | 53  | 17  | 28874              | 2005-038A           | IIR-M |
| NAVSTAR 58 (USA 190) | A2       | 25. September 2006 | 52  | 31  | 29486              | 2006-042A           | IIR-M |
| NAVSTAR 59 (USA 192) | B4       | 17. November 2006  | 58  | 12  | 29601              | 2006-052A           | IIR-M |
| NAVSTAR 60 (USA 196) | F2       | 17. Oktober 2007   | 55  | 15  | 32260              | 2007-047A           | IIR-M |
| NAVSTAR 61 (USA 199) | C1       | 20. Dezember 2007  | 57  | 29  | 32384              | 2007-062A           | IIR-M |
| NAVSTAR 62 (USA 201) | A4       | 15. März 2008      | 48  | 07  | 32711              | 2008-012A           | IIR-M |
| NAVSTAR 64 (USA 206) | E3       | 17. August 2009    | 50  | 05  | 35752              | 2009-043A           | IIR-M |
| NAVSTAR 65 (USA 213) | B2       | 28. Mai 2010       | 62  | 25  | 36585              | 2010-022A           | IIF   |
| NAVSTAR 66 (USA 232) | D2       | 16. Juli 2011      | 63  | 01  | 37753              | 2011-036A           | IIF   |
| NAVSTAR 67 (USA 239) | A1       | 4. Oktober 2012    | 65  | 24  | 38833              | 2012-053A           | IIF   |
| NAVSTAR 68 (USA 242) | C2       | 15. Mai 2013       | 66  | 27  | 39166              | 2013-023A           | IIF   |
| NAVSTAR 69 (USA 248) | A3       | 21. Februar 2014   | 64  | 30  | 39533              | 2014-008A           | IIF   |
| NAVSTAR 70 (USA 251) | D4       | 17. Mai 2014       | 67  | 06  | 39741              | 2014-026A           | IIF   |
| NAVSTAR 71 (USA 256) | F3       | 2. August 2014     | 68  | 09  | 40105              | 2014-045A           | IIF   |
| NAVSTAR 72 (USA 258) | E1       | 29. Oktober 2014   | 69  | 03  | 40294              | 2014-068A           | IIF   |
| NAVSTAR 73 (USA 260) | B5       | 25. März 2015      | 71  | 26  | 40534              | 2015-013A           | IIF   |
| NAVSTAR 74 (USA 262) | C3       | 15. Juli 2015      | 72  | 08  | 40730              | 2015-033A           | IIF   |
| NAVSTAR 75 (USA 265) | E2       | 31. Oktober 2015   | 73  | 10  | 41019              | 2015-062A           | IIF   |
| NAVSTAR 76 (USA 266) | F1       | 5. Februar 2016    | 70  | 32  | 41328              | 2016-007A           | IIF   |
| NAVSTAR 77 (USA 289) | A6       | 23. Dezember 2018  | 74  | 04  | 43873              | 2018-109A           | III   |
| NAVSTAR 78 (USA 293) | D6       | 22. August 2019    | 75  | 18  | 44506              | 2019-056A           | III   |
| NAVSTAR 79 (USA 304) | E5       | 30. Juni 2020      | 76  | 23  | 45854              | 2020-041A           | III   |
| NAVSTAR 80 (USA 309) | B6       | 5. November 2020   | 77  | 14  | 46826              | 2020-078A           | III   |
| NAVSTAR 81 (USA 319) | D5       | 17. Juni 2021      | 78  | 11  | 48859              | 2021-054A           | III   |
| NAVSTAR 82 (USA 343) | A6       | 18. Januar 2023    | 79  | 28  | 55268              | 2023-009A           | III   |

### Noch nicht aktive Satelliten
Folgende GPS-Satelliten wurden gestartet, sind aber noch im Transfer oder im Test (Stand: 9. Februar 2023).
| Satellit | Position | Start | SVN | PRN | Katalog-Nr. (AFSC) | COSPAR- Bezeichnung | Typ |
| -------- | -------- | ----- | --- | --- | ------------------ | ------------------- | --- |
| –        | –        | –     | –   | –   | –                  | –                   | –   |

### Übersicht über die GPS-Satellitenmodelle

#### GPS I
Von dieser Baureihe ist kein Satellit mehr aktiv.
Hersteller: Rockwell
Umlaufbahnen: kreisförmig in 20.200 km Höhe mit 63° Inklination.

#### GPS II/IIA
Hersteller: Rockwell
Umlaufbahnen: kreisförmig in 20.200 km Höhe mit 55° Inklination.

#### GPS IIR
Masse: 2032 kg
Dimensionen: 152 cm × 193 cm × 191 cm
Elektrische Leistung: 1136 W
Geschätzte Lebensdauer: konstruiert für 6 bis 7,5 Jahre, durchschnittliche tatsächliche Einsatzdauer: 10 Jahre, längste Einsatzzeit: 16 Jahre.
Transponder: 2× L-Band, 1× S-Band
Kosten: 40 Mio. US-Dollar
Hersteller: Lockheed Martin
Nutzlast: 2 Cs-Atomuhren, 2 Rb-Atomuhren
Verbreitung: 21 hergestellt, 13 gestartet, 11 sind im Einsatz, die restlichen 8 wurden zu GPS IIR-M umgerüstet.
Basiert auf: Lockheed-Martins AS 4000 Satellitenbus
Umlaufbahnen: kreisförmig in 20.200 km Höhe mit 55° Inklination.

#### GPS IIR-M
Start von Navstar 57 (andere Bezeichnungen: USA 183, GPS IIR-M1, GPS IIR-14M): 25. Sept. 2005
Letzter Start: 17. August 2009
Masse: 2060 kg

Geschätzte Lebensdauer: 13 Jahre

Kosten: 60 Mio. Euro
Hersteller: Lockheed Martin
Verbreitung: 8 aus GPS IIR umgerüstet, alle 8 gestartet
Signal: L2C (zweites ziviles Signal auf L2); L2M (weiteres militärisches Signal, ab 2008). Voraussichtlich L5-Testsignal ab 2008
Nutzlast: 3 Rb-Atomuhren; Sendeleistung regelbar.
Basiert auf: Lockheed-Martins AS 4000 Satellitenbus
Umlaufbahnen: kreisförmig in 20.200 km Höhe mit 55° Inklination.

#### GPS IIF
Start: erster Start zunächst für 2002 geplant, dann 2007, über 2009, schließlich am 28. Mai 2010.
Signal: L5 (drittes ziviles Signal)
Kosten: 121 Mio. US-Dollar
Nutzlast: 2 Cs-Atomuhren, 1 Rb-Atomuhr;
Hersteller: Boeing
Verbreitung: 12
Umlaufbahnen: kreisförmig in 20.200 km Höhe mit 55° Inklination.

#### GPS III
Hersteller: Lockheed Martin
Erster Start: 23. Dezember 2018 mit Falcon 9, Inbetriebnahme 2020
Zweiter Start: 22. August 2019 mit der letzten Delta IV Medium
Verbreitung (geplant): 10 Satelliten
Umlaufbahnen: kreisförmig in 20.200 km Höhe mit 55° Inklination.

#### GPS IIIF
Hersteller: Lockheed Martin
Erster Start (geplant): 2026
Verbreitung (geplant): 22 Satelliten

## Genauigkeit der Positionsbestimmung

### Kategorisierung
Es gibt zwei Dienstklassen:
- Standard Positioning Service (SPS) ist für jedermann verfügbar und erreichte eine Genauigkeit (engl. accuracy) von ca. 15 m horizontal (in 95 % der Messungen). Nach stetigen Verbesserungen vor allem durch den sukzessiven Ersatz älterer Satelliten durch Nachfolgemodelle wird aktuell eine Genauigkeit von 7,0 m garantiert (in 95 % der Messungen) bzw. 3,6 m RMS (root mean square, Standardabweichung).[33] Diese Genauigkeit gilt jedoch nur für das abgestrahlte Signal im Raum und beschreibt keinen 2D- oder 3D-Fehler. Dazu kommen noch die Empfänger- und Umgebungsfehler wie Empfängerrauschen, Troposphärenfehler, Softwarefehler, Mehrwegesignale usw.
Im Mai 2000 wurde eine künstliche Ungenauigkeit vom US-Militär abgeschaltet; davor betrug die Genauigkeit 100 m. Mit der vierten Ausbaustufe soll in Krisen- bzw. Kriegsgebieten eine künstliche Verschlechterung (Selective Availability) durch lokale Störung des Empfangs verwirklicht werden.
- Precise Positioning Service (PPS) ist der militärischen Nutzung vorbehalten und auf eine Genauigkeit für das Signal im Raum von 5,9 m (in 95 % der Messungen) bzw. 3 m RMS ausgelegt.[34] Diese Signale werden verschlüsselt ausgestrahlt.

Eine Erhöhung der Genauigkeit (0,01–5 m) kann durch Einsatz von DGPS (Differential-GPS) erreicht werden.
Zur Verbesserung der Genauigkeit dienen satellitengestützte Erweiterungssysteme (Satellite-Based Augmentation Systems, SBAS): EGNOS in Europa, WAAS in den USA, MSAS in Japan und GAGAN in Indien.
GPS nutzt eine eigene kontinuierliche Atomzeitskala, welche bei der Einführung von GPS im Jahr 1980 mit UTC übereinstimmte, jedoch keine Schaltsekunden berücksichtigt. Seit der Einführung der letzten Schaltsekunde im Dezember 2016 beträgt die Differenz zwischen beiden Zeiten 18 Sekunden (UTC + 18 Sekunden = GPS-Zeit). Der aktuelle Wert dieser Differenz wird im Nutzdatensignal des Systems übertragen.
Es gibt die folgenden zwei Verfahren, um mittels GPS eine Position zu bestimmen:
- Code: Dieses Verfahren ermöglicht eine recht robuste Positionsbestimmung mit einer Genauigkeit von weniger als 10 m. Alle preiswerten Empfänger verwenden dieses Verfahren. Mittels DGPS sind Genauigkeiten unter einem Meter möglich.
- Code + Trägerphase: Unter guten Empfangsbedingungen und mit präzisen Empfängern ist mit diesem Verfahren eine Genauigkeit von unter 5 m möglich. Die Genauigkeitssteigerung rührt nicht nur vom geringeren Rauschen der Trägerphasenmessung her, sondern auch von der Verwendung der zweiten Frequenz zur Ionosphärenmessung. Soll der Millimeter-Bereich erreicht werden, so ist dies bisher nur im DGPS-Betrieb möglich, weil die lokalen Effekte der Troposphäre berücksichtigt werden müssen.

In Fahrzeugen können zusätzlich Odometrie-Daten wie Geschwindigkeit und Beschleunigung sowie Richtungsdaten (z. B. Differential-Odometer, Drehratensensor) verwertet werden, um die Position präziser zu bestimmen oder auch noch in Funklöchern wie z. B. Tunneln eine Position ermitteln zu können. Da diese Daten nur von den in der Fahrzeugelektronik implementierten Sensoren gemessen und an das Navigationssystem übermittelt werden können, ist diese höhere Präzision derzeit nur von festeingebauten Navigationssystemen zu erreichen.

### Relativistische Effekte

Zeitdilatation auf Satelliten relativ zu einer Sekunde auf der Erde (siehe Text)

Die Zeit, die die Atomuhren auf den GPS-Satelliten anzeigen, unterliegt den Effekten der relativistischen Zeitdilatation. Dabei hängt nach der allgemeinen Relativitätstheorie die Ganggeschwindigkeit einer Uhr vom Ort im Gravitationsfeld ab und nach der speziellen auch von ihrer Geschwindigkeit. Das geringere Gravitationspotential in der Satellitenbahn lässt die Zeit schneller vergehen, die Bahnbewegung der Satelliten relativ zu einem ruhenden Beobachter auf der Erde verzögert sie. In einer Flughöhe von ca. 3.000 km heben sich beide Effekte gerade auf, in der GPS-Satellitenbahn überwiegt der gravitative Effekt um mehr als das 6fache. Auf den Satelliten vergeht damit die Zeit schneller als für eine Uhr am Erdboden. Der relative Gangunterschied (Δt/t) zu einer irdischen Uhr liegt zwar bei nur 4,4·10−10, er ist jedoch deutlich größer als die relative Ganggenauigkeit von Cäsium-Atomuhren, die besser als 10−13 sind.
In der Grafik liegt die Bezugshöhe im Erdmittelpunkt, die Erdoberfläche entsprechend bei 6370 km. Die Ordinate ist die Zeitdilatation, bezogen auf eine Erdsekunde. Die obere Kurve gibt Auskunft, um wie viele Sekunden die Zeit in großer Höhe und kleiner Gravitation schneller vergeht. Die Zeitverzögerung durch die Bahnbewegung eines Satelliten folgt aus der unteren Kurve. Die Summe beider Effekte führt zur mittleren Kurve.
Aufgrund der Relativbewegung zwischen Empfänger (Erddrehung) und Satellit (Bahnbewegung) unterliegen die Signale dem relativistischen Dopplereffekt. Bei einer Trägerfrequenz von 1,5 GHz variiert das Signal um ±5 kHz. Die Zeit- bzw. Frequenzgenauigkeit der Satellitenatomuhren von besser als 10−12 genügt, um Eigenbewegungen des Empfängers in der Größenordnung von 1 m/s zu erkennen. Oft wird irrtümlich darauf hingewiesen, dass diese Gangunterschiede zu einem Positionsbestimmungsfehler von mehreren Kilometern pro Tag führten, wenn sie nicht korrigiert würden. Ein solcher Fehler würde nur dann auftreten, wenn die Positionsbestimmung über die Ermittlung der Abstände des GPS-Empfängers zu drei Satelliten anhand eines Uhrenvergleichs mit einer Uhr im Empfänger erfolgte. In diesem Fall würde sich bei jeder dieser Abstandsbestimmungen ein Fehler von ca. 12 km pro Tag anhäufen. Gewöhnliche GPS-Empfänger sind nicht mit einer Atomuhr ausgestattet, stattdessen wird die präzise Zeit am Empfangsort auch aus dem C/A-Code der empfangenen Satelliten bestimmt. Aus diesem Grund sind für eine 3D-Positionsbestimmung mindestens vier Satelliten erforderlich (vier Laufzeitsignale zur Bestimmung von vier Parametern, nämlich drei Ortsparametern und der Zeit). Weil alle Satelliten im Mittel den gleichen relativistischen Effekten ausgesetzt sind, entsteht hierdurch ein vernachlässigbarer Fehler bei der Positionsbestimmung, weil sich dieser Fehler nur über den Laufzeitunterschied auswirkt. Berücksichtigt werden müssen jedoch noch die Abweichungen aufgrund zeitabhängiger Abstandsänderungen zum Erdzentrum durch die elliptische Bahnkurve.
Damit die Satellitensignale des GPS außer zur Positionsbestimmung auch als Zeitstandard verwendet werden können, wird der relativistische Gangunterschied der Uhren allerdings kompensiert. Dazu wird die Schwingungsfrequenz der Satelliten-Uhren auf 10,229999995453 MHz verstimmt, so dass trotz der relativistischen Effekte ein synchroner Gang mit einer irdischen Uhr mit 10,23 MHz gewährleistet ist. Weitere relativistische Effekte, wie zum Beispiel der Sagnac-Effekt, sind so klein, dass sie bei stationären Empfängern nicht gesondert berücksichtigt werden müssen.

### Selective Availability
Unter Selective Availability (SA), zu dt. etwa „wählbare Verfügbarkeit“, wird das Hinzufügen von pseudozufälligem Rauschen zu den Signalen für die Positionsbestimmung verstanden. Vor der Abschaltung dieser genauigkeitsverfälschenden Maßnahme am 2. Mai 2000 sollte damit verhindert werden, dass gelenkte Waffensysteme, die außerhalb des US-Militärs zum Einsatz kommen sollten, zur Zielführung mit einem frei erhältlichen GPS-Empfänger ausgestattet werden können. Vor dem Stichtag lag die Genauigkeit der zivilen GPS-Geräte bei etwa 100 Metern oder schlechter, danach bei 10 bis 15 Metern.

## Differential-GPS
Differential-GPS (DGPS, auch dGPS) ist eine Sammelbezeichnung für verschiedene Verfahren, die zusätzlich zum GPS-Signal Korrekturdaten verwenden, um die Genauigkeit zu erhöhen. Die Korrekturdaten stammen i. d. R. von einem weiteren GPS-Empfänger, der Referenzstation, dessen genaue Position bekannt ist. Die zu einem bestimmten Zeitpunkt auftretenden Fehler in der Positionsbestimmung nahegelegener Empfänger sind nahezu identisch, sodass sie in der Differenz herausfallen.

## Datenformate

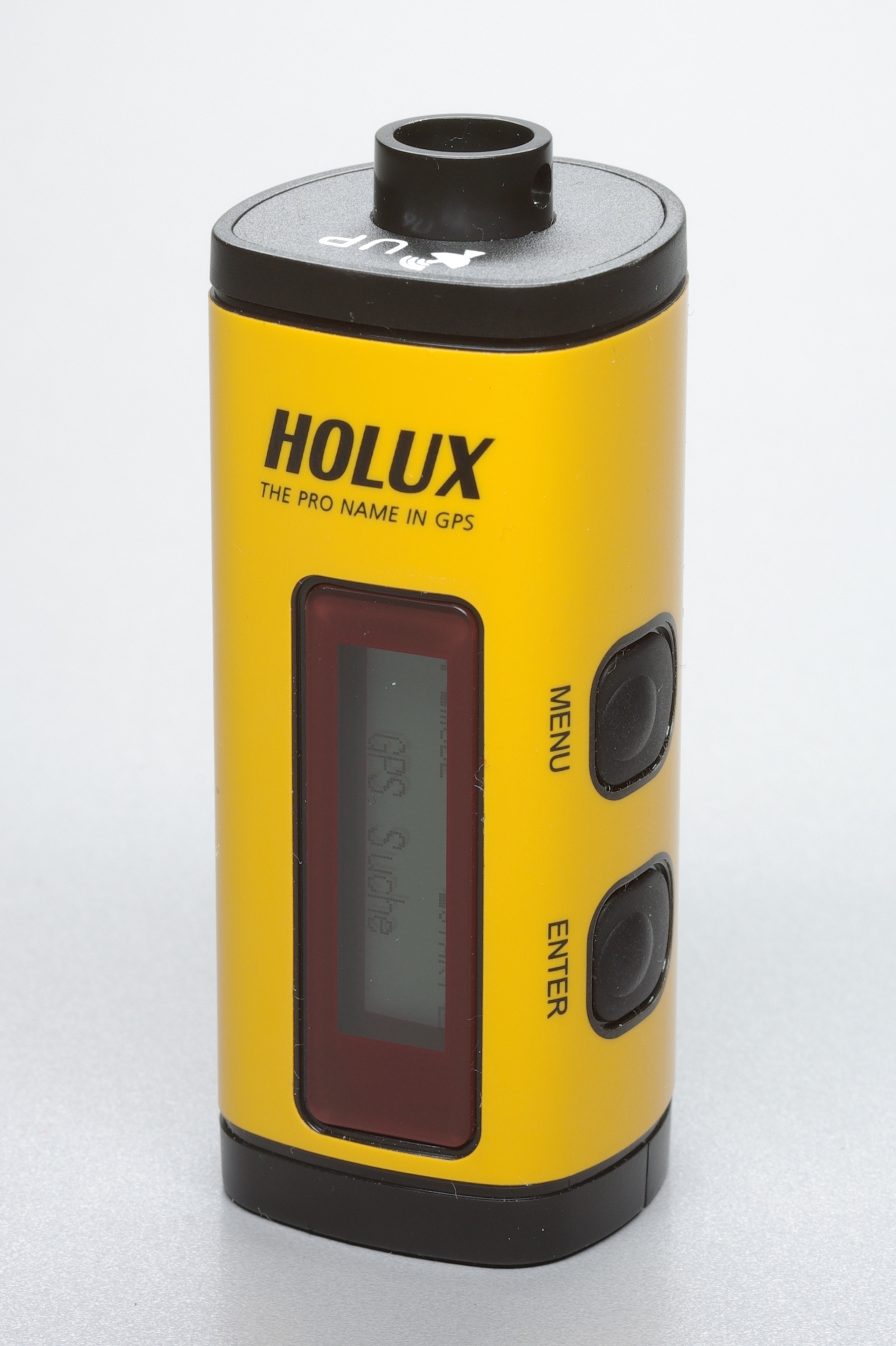
Holux Datenlogger zur Aufzeichnung von GPS-Daten

Als Standardformat von GPS-Daten dient das RINEX-Format, eine Standard- und Formatdefinition, die einen freien Austausch von GPS-Rohdaten ermöglichen soll. Für den Austausch von GPS-Daten in Echtzeitanwendungen ist das RTCM-Format von Bedeutung.
Neben diesen Basisformaten speichern die GPS-Geräte unterschiedlicher Hersteller die GPS-Ergebnisse (Routen, Track Logs und Wegpunkte) häufig in eigenen proprietären Dateiformaten. Als allgemeine Austauschformate bieten sich das gpx-Format und das Google-Earth-eigene kml-Format (Keyhole Markup Language) an. Eine Konvertierung zwischen verschiedenen Formaten erlaubt die freie Software GPSBabel.

## Störsender
Um das System zu stören, gibt es zum einen die Möglichkeit des Jammings (Jammer = englisch für Störsender), siehe GPS-Jammer und des GPS-Spoofings. Außerdem könnten die USA als Betreiber von GPS aus politischen Gründen (z. B. während eines Krieges) das GPS-Signal verzerren (z. B. wie früher bei der aktiven Selective Availability) oder für eine unbestimmte Zeit in einigen Gebieten auf der Welt (z. B. Kriegsgebiete) das Signal unterdrücken (d. h. von den GPS-Satelliten nicht in diese Gebiete ausstrahlen).

## GPS und Datenschutz
Der Aufenthaltsort des Trägers eines GPS-Empfängers lässt sich, da Empfänger passiv arbeiten und keine Signale senden, nicht verfolgen. Für eine GPS-Überwachung wird eine Kombination aus einem passiven GPS-Empfänger mit einem aktiven Sender benötigt, z. B. ein Mobilfunkmodul, der die ermittelten Positionsdaten an Dritte weitergibt. Derartige Kombi-Geräte werden oft fälschlicherweise als GPS-Sender bezeichnet.
GPS wird von der deutschen Polizei für Ermittlungen eingesetzt. Es dient zur Überwachung bestimmter Fahrzeuge und Fahrer. Im April 2005 entschied das Bundesverfassungsgericht, dass der Einsatz des satellitengestützten Systems zur Überwachung in einem strafrechtlichen Ermittlungsverfahren nicht gegen das Grundgesetz verstoße. Der Zweite Senat wies mit diesem Urteil eine Verfassungsklage eines Ex-Mitglieds der Antiimperialistischen Zellen (AIZ) zurück, das beanstandet hatte, eine zweieinhalb Monate andauernde Überwachung seines Fahrzeugs und dessen verschiedener Benutzer habe in übertriebener Weise in Grundrechte der Überwachten eingegriffen.
Der Bundesgerichtshof entschied am 4. Juni 2013, dass die verdeckte Überwachung eines Fahrzeuges mittels eines GPS-Empfängers durch eine Privatdetektei grundsätzlich als strafbewehrter Verstoß gegen das BDSG zu werten ist. Nur bei Vorliegen eines starken berechtigten Interesses an dieser Datenerhebung, etwa in notwehrähnlichen Situationen, komme von diesem Grundsatz eine Ausnahme in Betracht.

## GPS in der Praxis

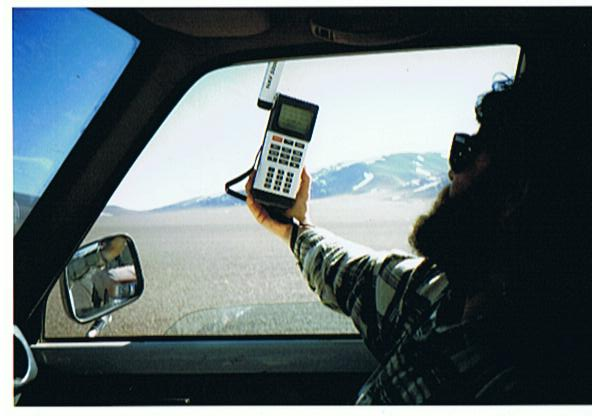
Gebrauch eines GPS-Empfängers bei der Geländearbeit (Hochanden, 1993)

Der Einsatz von GPS-Geräten hat in den letzten Jahren durch die preiswerte Technik erheblich zugenommen. Ein verbreitetes Einsatzgebiet ist das Flottenmanagement von Verkehrsbetrieben und des Transportwesens zu Land und auf Wasser/See. Wenn die Fahrzeuge mit GPS und einem Transponder ausgerüstet sind, hat die Zentrale jederzeit einen Überblick über den Standort der Fahrzeuge.
Handelsübliche zivile GPS-Geräte eignen sich für den Einsatz im Auto und im „Outdoor“-Bereich. Handelsübliche GPS-Empfänger (GPS-Mäuse) verwenden meist das NMEA-0183-Datenformat zur Ausgabe der Positionsdaten.
Einstellbar sind bei den meisten Geräten verschiedene Ausgabeformate wie UTM, MGRS, geographische Koordinaten in Grad, Minuten, Sekunden und weitere. Zur Übertragung von numerischen Koordinaten auf und zur Ermittlung von topographischen Karten ist ein Planzeiger im gleichen Maßstab wie die Karte erforderlich.

### Nachteile

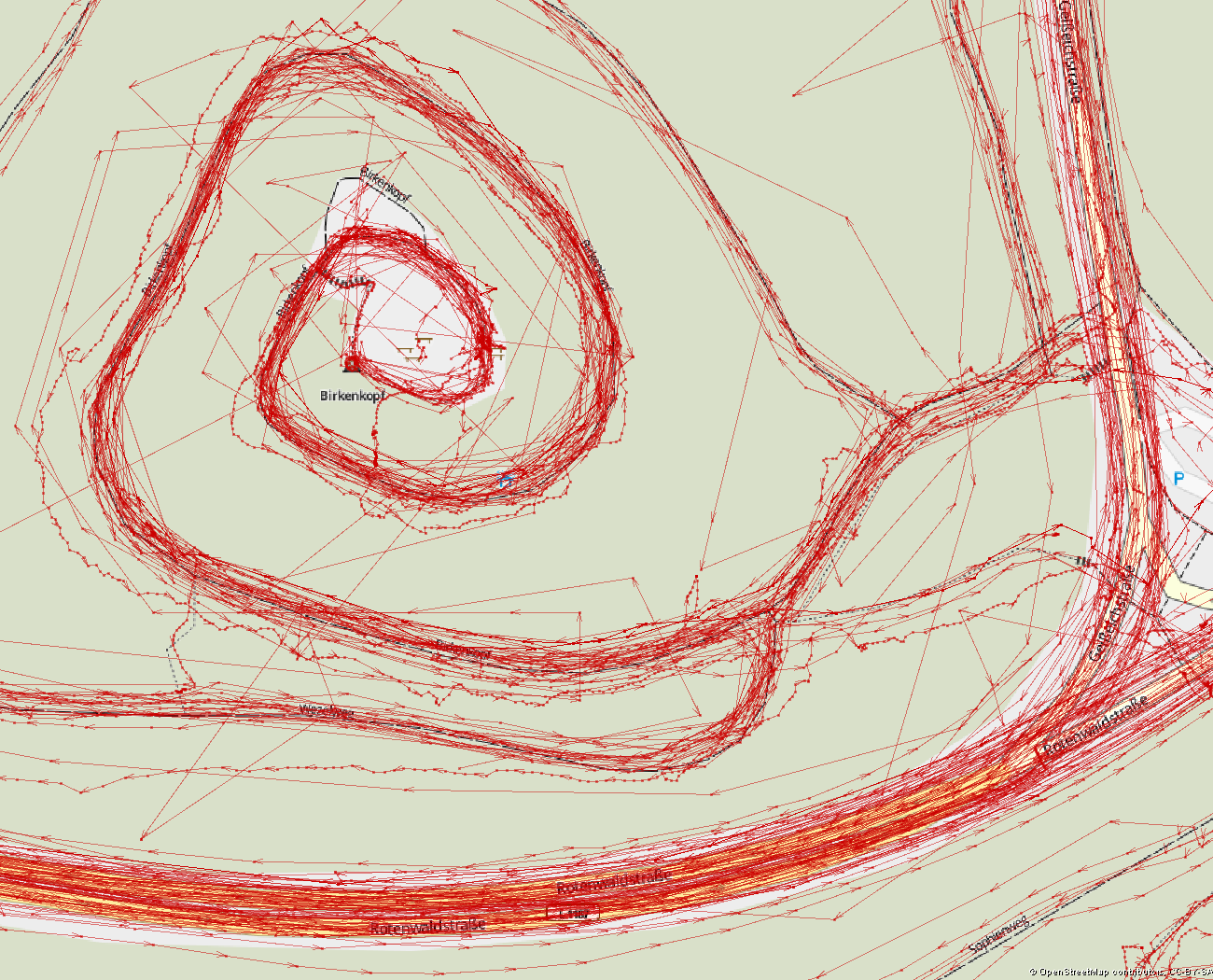
Die Überlagerung der durch verschiedene GPS-Empfänger ermittelten Wegstrecken auf dem Birkenkopf bei Stuttgart zeigt Unterschiede in der Genauigkeit auf (Breite des Ausschnitts ca. 400 m)

In der Berufsschifffahrt wie in anderen Gewerben galt GPS lediglich als Ergänzung zur terrestrischen und astronomischen Standortbestimmung. Grund war die unzureichende Zuverlässigkeit und der künstliche Fehler.
2006 wiesen Mitarbeiter der amerikanischen Cornell University nach, dass GPS durch Sonneneruptionen gestört werden kann. Die Wahrscheinlichkeit für das Auftreten solcher Effekte variiert mit der Sonnenaktivität, die eine durchschnittliche Periode von ca. 11 Jahren aufweist. In den Jahren 2024 und 2025 nimmt die Gefahr der Beeinträchtigung der GPS-Genauigkeit durch das Erreichen des Maximums der Sonnenaktivität (entsprechend ihrem natürlichen Zyklus) wieder massiv zu.
Ferner kann der GPS-Empfang durch starke Schneefälle, die die Satellitensignale massiv dämpfen, gestört werden. Sonstige Wetterverhältnisse, wie Regen und Nebel, beeinträchtigen den Empfang normalerweise jedoch nicht – allerdings ist der Empfang unter regennassem Laub im Wald deutlich schlechter als bei trockener Witterung.
Da das GPS-System vom US-Militär betrieben wird, wird seine Genauigkeit für die Nutzung durch Dritte während militärischer Auseinandersetzungen der USA unter Umständen regional herabgesetzt. Dies ist einer der Gründe, warum andere Raumfahrtnationen eigene, von den USA unabhängige Navigationssysteme betreiben.
Zudem ist es auch möglich, den GPS-Empfang mit sogenannten GPS-Jammern (Störsendern) zu stören. Im Januar 2024 traten solche Störungen beispielsweise großflächig im Ostseeraum auf und behinderten dort den Flug- und Schiffsverkehr. Es wurde vermutet, dass ein Zusammenhang zum Ukraine-Krieg besteht.

### Im wissenschaftlichen Einsatz
Die GPS-Technologie wird in der Wissenschaft für die Vermessung der Erdoberfläche eingesetzt. Für Aufsehen sorgte bspw. im Jahr 2019 eine Studie von Michael Bevis und Kollegen, in der aufgezeigt werden konnte, dass der grönländische Eisschild schneller abschmilzt und somit zu einem rascheren Meeresspiegelanstieg beiträgt als vorherige Berechnungen es noch aufgezeigt hatten; die Verfasser führten dies insbesondere auf die Überhitzung des Klimasystems der Erde zurück, die die Oberflächenmasse Grönlands nach Südwesten hin abschmelzen lässt – ein Effekt der in bisherigen Berechnungen kaum Berücksichtigung fand. Ein vollständiges Abschmelzen des Grönlandeises würde den Meeresspiegel um ca. sieben Meter ansteigen lassen. Ohne Einsatz der GPS-Technologie war die Geschwindigkeit der Eisschmelze noch deutlich unterschätzt worden.

### Im geschäftlichen, sicherheitstechnischen und medizinischen Einsatz
Einsatzmöglichkeiten im geschäftlichen, sicherheitstechnischen und medizinischen Umfeld sind zum Beispiel:
- Trace und Tracking zur Ermittlung und Speicherung von Routen und deren Zeit wie für ein elektronisches Fahrtenbuch.
- Lokalisation der Standorte von Mitarbeitern, Produkten oder Schutzbefohlenen wie Kinder, Kranke und ältere Menschen.
- Geofencing zur Verfolgung von Standorten und Geschehnissen in Echtzeit wie für den Personen- und Fahrzeugschutz bei Werttransporten.
- automatische Steuerung, Überwachung und Aufzeichnung von landwirtschaftlichen Geräten bei der Bestellung von großen Flächen, wobei heute viele Mähdrescher und ähnliche Fahrzeuge mit dieser Technik ausgerüstet sind.
- Auch die modernen Ausführungen der Elektronischen Fußfessel sind mit GPS ausgerüstet.

### In der Telekommunikation
Moderne Telekommunikationsnetze, wie z. B. Mobilfunkanlagen benötigen einen synchronen Takt. Diese werden mit Hilfe von GPS synchronisiert.
Der eigentliche Zweck von GPS (die Positionsbestimmung) wird dabei nicht verwendet, man bedient sich nur der hoch genauen Zeit die vom GPS geliefert wird.

### Im Sport

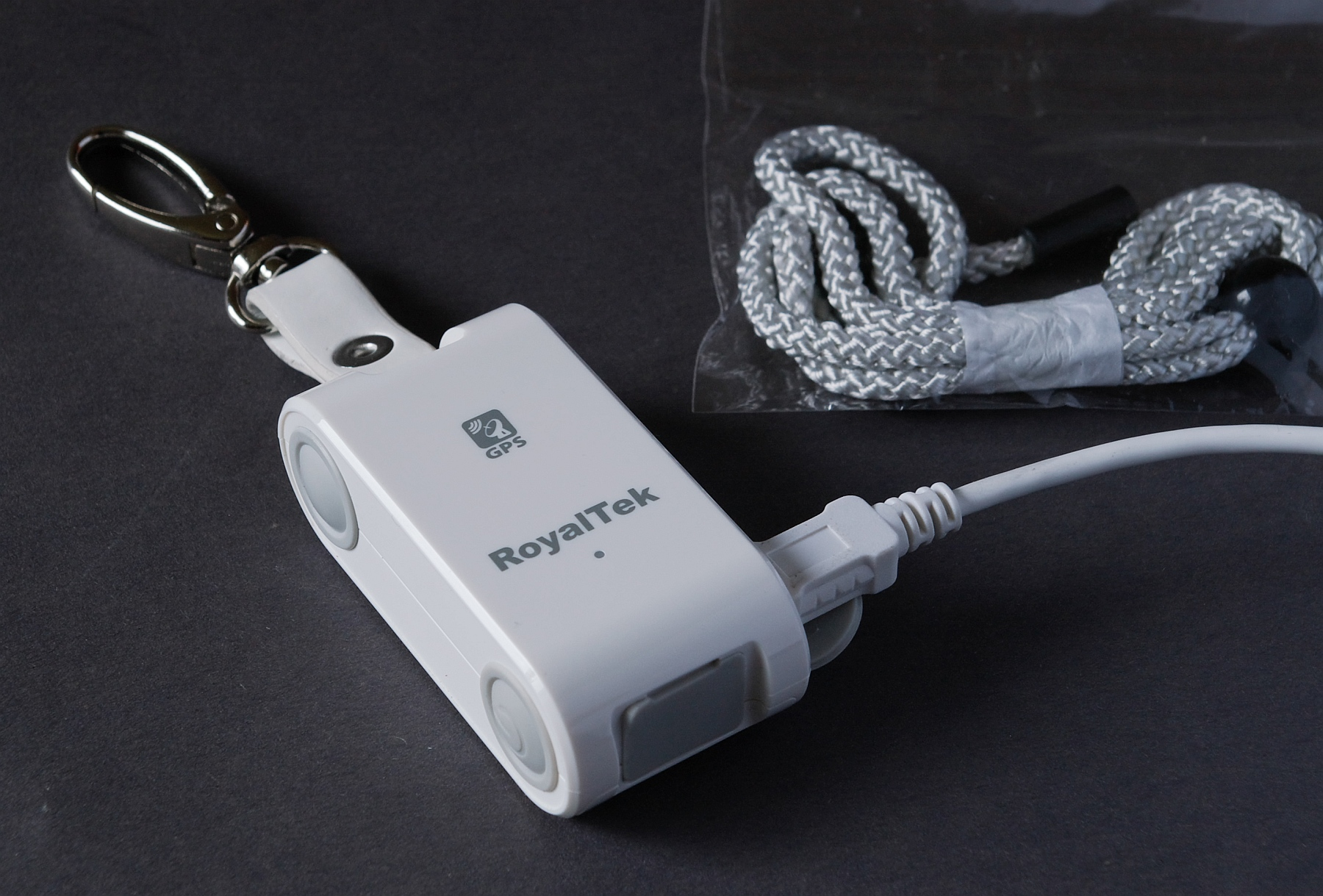
GPS-Datenlogger

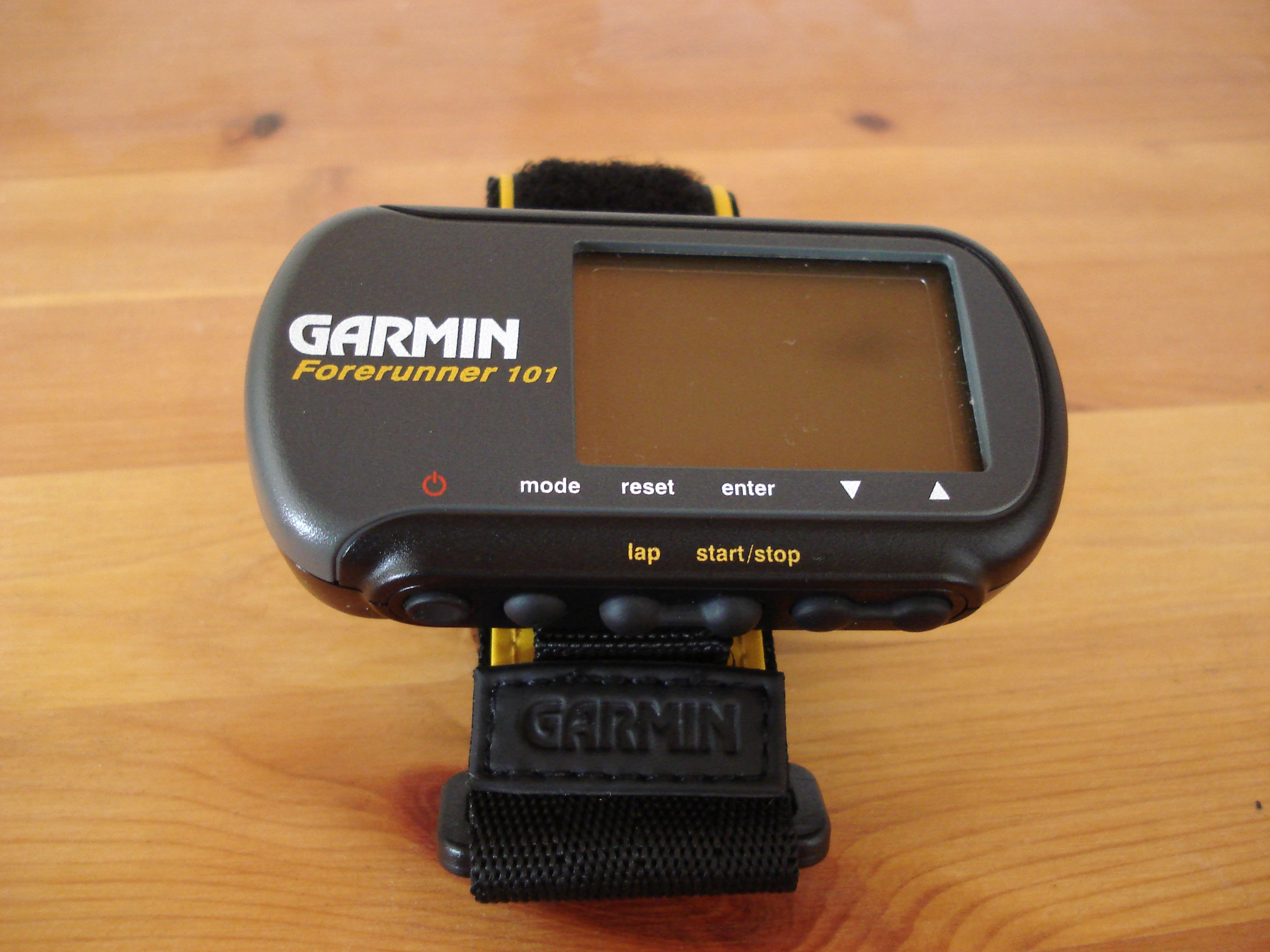
GPS-Empfänger im Armbanduhrformat

GPS-Datenlogger (zur Erstellung von Tracks) und kleine Navigationsgeräte werden für Individualsport (Jogging, Radfahren, …) z. B. zur persönlichen Trainingsplanung und -überwachung zunehmend eingesetzt.
Für Sportwettkämpfe gilt, dass eine GPS-Kontrolle jedes Wettkämpfers (ähnlich dem auf Transpondertechnik basierenden ChampionChip-System) grundsätzlich technisch möglich ist, aber die breite Anwendung auf klassische Wettkampfformate (Breitensportveranstaltung) noch auf sich warten lässt. Am 1. Mai 2010 wurde der Dresdner 100km-Duathlon als erste Breitensportveranstaltung vollständig und systemidentisch GPS-aufgezeichnet. Bei Sportartexoten wie Geocaching, Kitesurfen, Paragleiten und Segelfliegen hingegen wird eine GPS-Überwachung heutzutage schon durchgeführt.
Eine GPS-gestützte Wettkampfüberwachung bietet Vorteile, wie:
- Kontrollfunktion: Streckenkonformität (Kürzen die Sportler die vorgegebene Wettkampfstrecke ab?) Dieser Vorteil ist vor allem für den Veranstalter des Wettkampfes relevant.
- Erlebniswert: Nachvollziehbarkeit des Wettkampfgeschehens im Detail, schafft für die Sportler einen Mehrwert an der Sportveranstaltung.
- Liveübertragung: Voraussetzung dafür ist die direkte Übertragung der Geodaten und die Darstellung des Wettkampfes. Damit kann z. B. über das Internet eine breite Öffentlichkeit erreicht werden.

#### Wandern, Skitouren und Bergsteigen
GPS-Geräte ermöglichen die Positionsbestimmung, im Gegensatz zu Kompassen, auch dann, wenn die Sichtbedingungen schlecht sind und das Gelände keine markanten Merkmale aufweist. Jedoch sind sie beim Bergsteigen und auf Skitouren problematisch, weil für die Einschätzung und die Bewältigung eines weglosen, technisch schwierigen Geländes gute Sicht oft unabdingbar ist. Auf den Landkarten – ob auf Papier oder auf dem GPS-Gerät gespeichert – sind die Eigenschaften des Geländes nur grob eingetragen. Zum Beispiel verändern sich Spalten, Bergschründe und Randkluften eines Gletschers Jahr für Jahr, und so bieten auch GPS-Tracks von früheren Touren keine zuverlässige Hilfe bei der Routenwahl. Aus diesem Grund darf man bei Nacht, Nebel, starkem Regen oder Schneefall nur dann unterwegs sein, wenn keine Gefahren drohen, oder wenn die Orientierung anderweitig gewährleistet ist, z. B. durch einen durchgehenden, gut sichtbaren Weg.

### In der Luftfahrt

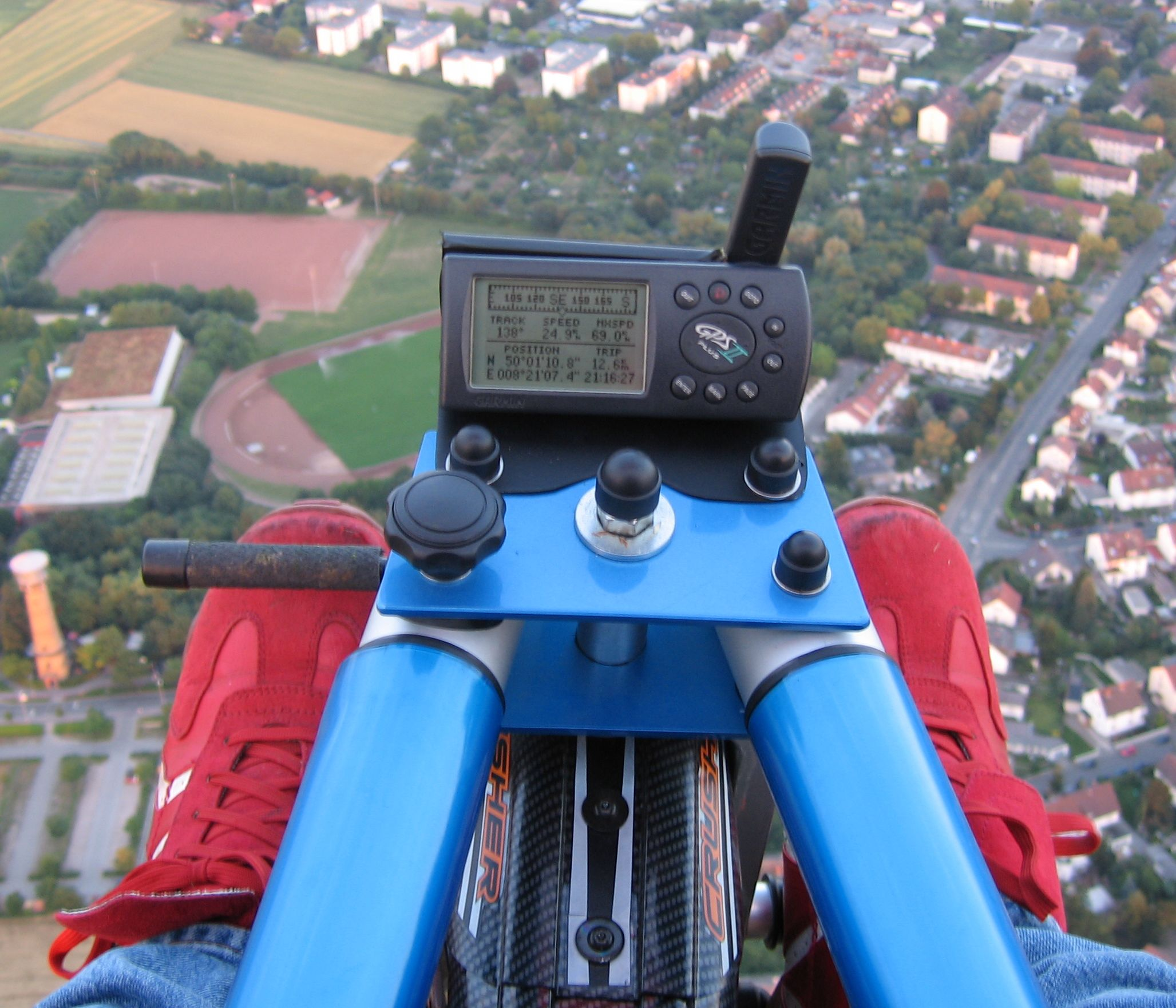
Garmin GPS IIplus bei einem Flug mit einem Motorschirm-Trike

Größter Profiteur des GPS ist die zivile Luftfahrt. Alle modernen Navigationssysteme sind GPS-gestützt, insbesondere in der Verkehrsluftfahrt sind jedoch weiterhin Systeme in Form von VOR- oder NDB-Empfängern und die Trägheitsnavigation üblich, das GPS nimmt hier in der Regel nur eine unterstützende Funktion ein.
Theoretisch, vorbehaltlich der Zulassung, erlauben die Genauigkeiten (P/Y-Signal) sogar automatische Landungen, sofern die Mittellinien der Landebahnen vorher genau vermessen wurden, d. h. die Koordinaten bekannt sind und zusätzlich DGPS eingesetzt wird. Einige unbemannte Luftfahrzeuge, wie EuroHawk benutzen dieses Verfahren. In der Verkehrsluftfahrt ist es zurzeit (Ende 2008) teilweise zugelassen. Ob ein Anflug nur mit dem GPS als Navigationssystem zugelassen ist, hängt von den Sichtbedingungen, dem genutzten System (GPS, DGPS) und der Ausrüstung von Luftfahrzeug und Landebahn ab. Eine Vorreiterrolle nehmen hier die Vereinigten Staaten ein, jedoch verbreiten sich GPS-gestützte Anflüge auch in Europa immer mehr.
Insbesondere in kleinen Luftfahrzeugen wie Segelflugzeugen oder Ultraleichtflugzeugen, die nicht über Funknavigationsempfänger verfügen, werden GPS-Empfänger gern eingesetzt. Da sich der Pilot durch die navigatorische Unterstützung stärker auf die Führung des Flugzeugs konzentrieren kann, erhöht dies auch die Sicherheit. Die alleinige Navigation nach GPS ist jedoch nicht zulässig, damit es bei einem Ausfall des Systems nicht zu gefährlichen Situationen wie Treibstoffmangel durch Verlust der Orientierung oder Einflug in freigabepflichtige Lufträume kommt.
Wie bei der Nutzung in Kraftfahrzeugen gibt es sowohl fest eingebaute Systeme, wie auch nachgerüstete Geräte. Insbesondere die Nutzung von PDAs mit angeschlossenen GPS-Mäusen nimmt im Freizeitbereich stark zu, da mit geringem Aufwand und Kosten ein leistungsstarkes Navigationssystem verfügbar ist.

### Im Auto

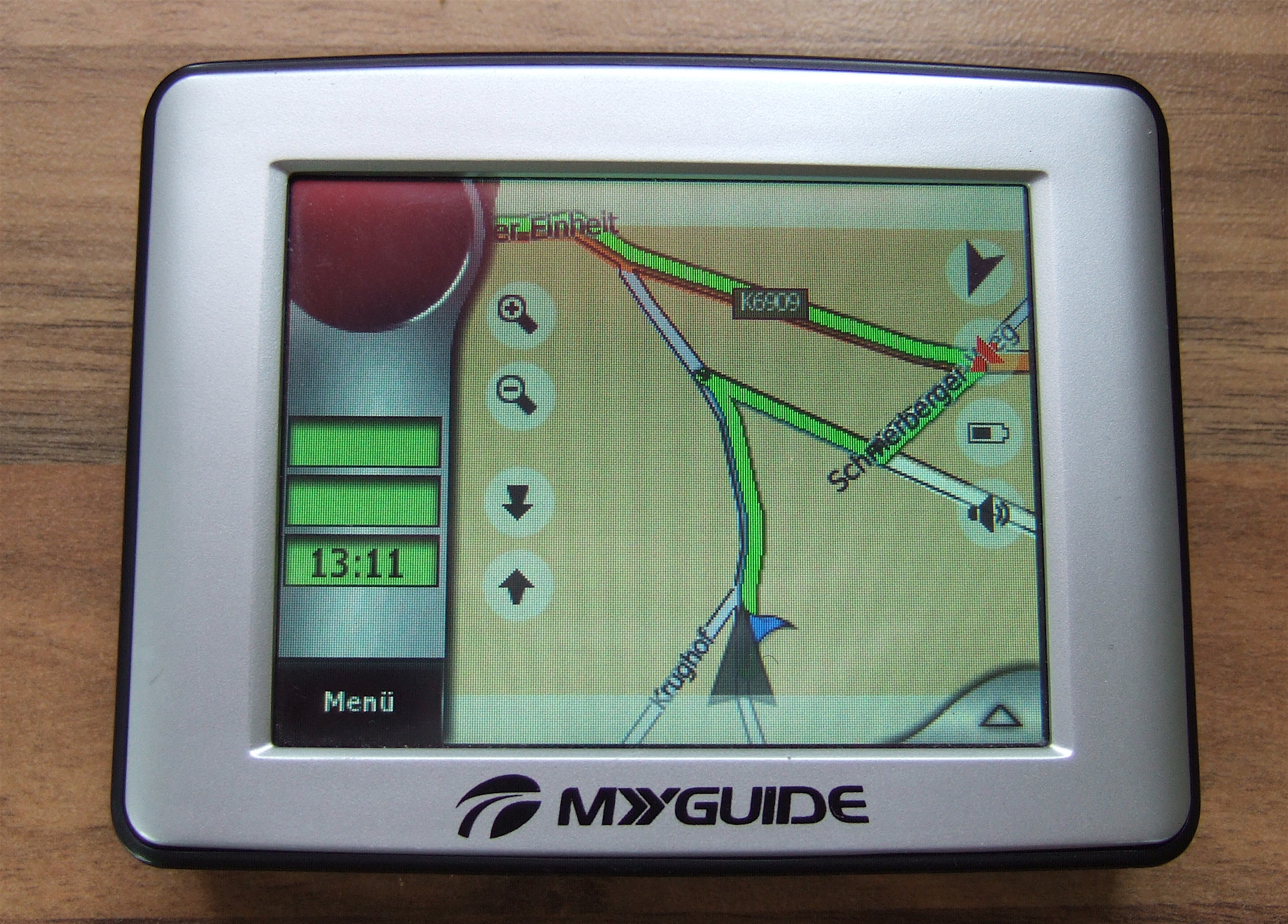
Mobiles Navigationssystem für die Benutzung im Auto, Fahrrad oder zu Fuß (Größe: 10 cm breit, 7 cm hoch)

Hier handelt es sich um GPS-Geräte, die mit umfangreicher Landkarten- und Stadtplan-Software ausgestattet sind. Sie ermöglichen meist akustische Richtungsanweisungen an den Fahrer, der zum Beispiel am Beginn der Fahrt lediglich den Zielort wie z. B. Straßenname und Ort einzugeben braucht. Im Auto wird bei Festeinbauten ab Werk (siehe Infotainmentsystem) unterschieden zwischen Systemen, die Sprachausgabe mit Richtungsangaben auf einem LCD (meist im Autoradioschacht) kombinieren, sowie Sprachausgabe mit farbiger Landkartendarstellung, bei welcher der Fahrer besser räumlich sieht, wo er unterwegs ist.
In letzter Zeit haben PDA-, Smartphone- und mobile Navigationssysteme starken Zuwachs erhalten. Sie können flexibel in verschiedenen Fahrzeugen schnell eingesetzt werden. Meist wird die Routenführung grafisch auf einem Farbbildschirm mit Touchscreen dargestellt.
Bei den meisten Festeinbauten ab Werk sowie den neuesten PDA- und PNA-Lösungen werden Verkehrsmeldungen des TMC-Systems, wonach der Fahrer automatisch an Staus oder Behinderungen vorbeidirigiert werden soll, mit berücksichtigt.
Festeingebaute Systeme sind in der Regel zwar erheblich teurer als mobile Geräte in Form von z. B. PDAs, haben jedoch den Vorteil, dass sie mit der Fahrzeugelektronik gekoppelt sind und zusätzlich Odometrie-Daten wie Geschwindigkeit und Beschleunigung verwenden, um die Position präziser zu bestimmen und auch noch in Funklöchern wie z. B. Tunneln eine Position ermitteln zu können.
Der Vorteil der stark zunehmenden Navigation in Autos liegt darin, dass der Fahrer sich ganz auf den Verkehr konzentrieren kann. Theoretisch kann der Treibstoffverbrauch um 1–3 % gesenkt werden, wenn alle Fahrer den optimalen Weg wählen.
GPS kann zur Diebstahlsicherung genutzt werden. Hierzu wird die GPS-Anlage z. B. des Fahrzeuges mit einem GSM-Modul kombiniert. Das Gerät sendet dann, im Falle eines Fahrzeugdiebstahls, die genauen Koordinaten an einen Dienstleister. In Verbindung mit einem PC kann dann z. B. über das Internet sofort die entsprechende Straße und der Ort abgelesen und die Polizei alarmiert werden.
Den großen Unterschied macht jedoch heute in miteinander vergleichbaren Systemen weniger die Technik, sondern vielmehr das jeweilige Navigationsprogramm und dessen benutzter Datenbestand aus. So gibt es derzeit von Programm zu Programm noch durchaus Unterschiede in der Routenführung.

### In Omnibussen und Lastkraftwagen

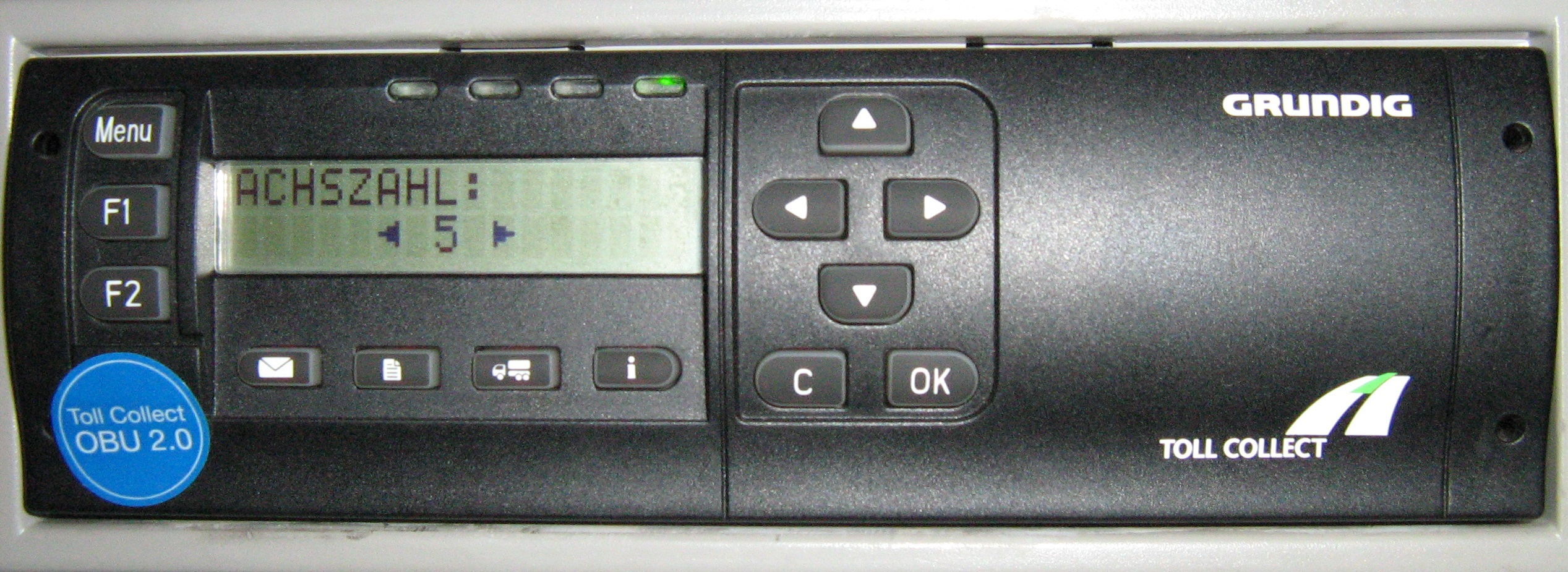
On-Board-Unit

Analog zur Nutzung der GPS-Daten in PKWs z. B. für Navigationssysteme, werden die Daten bei Omnibussen und Lastkraftwagen auch für Telematik- und Überwachungssysteme genutzt. Hierbei werden die Daten über das Mobilfunknetz auf die Server eines Dienstanbieters übertragen und der jeweiligen Disposition, sowie teilweise auch -so weit Zugriff gewünscht bzw. eingeräumt wird- den Auftraggebern zur Verfügung gestellt.

Digitaler Tachograph (mit Detailbeschriftungen)

Des Weiteren werden bei Fahrzeugen (LKW), die zur Erhebung der LKW-Maut mit einer sog. On-Board-Unit ausgestattet sind die GPS-Daten zur Abrechnung verwendet. Wobei die GPS-Positionsdaten über das Mobilfunknetz auf den Zentralserver des Anbieters Toll Collect übertragen werden, wo die Berechnung aufgrund der dort zum Fahrzeug hinterlegten übrigen Fahrzeugdaten, wie Schadstoffklasse erfolgt. Die Berechnung erfolgt nicht mehr, wie das zur Anfangszeit noch üblich war, auf dem Fahrzeug bzw. der On-Board-Unit, wodurch seither auch keine konkreten Abrechnungsbeträge mehr angezeigt werden.
Mit Einführung der 4. Generation der digitalen Tachographen (EU Mobilitätspaket I) werden die GPS-Daten und parallel auch die Daten des europäischen Satellitenortungssystems Galileo auch zur Überwachung der Vorschriften des Güterkraftverkehrs gespeichert. Damit können Kontrollbehörden, wie BAG und Polizei genaue Fahrtrouten des zu kontrollierenden Fahrzeugs nachvollziehen.

### Im Freien
GPS-Geräte eignen sich zum Einsatz am Fahrrad, beim Wandern (zum Beispiel als kompaktes Gerät am Handgelenk) oder im Flugzeug. Der Funktionsumfang der im Handel erhältlichen Geräte richtet sich nach Anwendungsbereich und Preis. Schon einfache Geräte können heute nicht bloß die Längen- und Breitengrade anzeigen, sondern auch Richtungsangaben machen, Entfernungen berechnen und die aktuelle Geschwindigkeit angeben. Die Anzeige kann so eingestellt werden, dass ein Richtungssymbol ausgegeben wird, das in die Richtung zeigt, die vom Benutzer durch die Eingabe der Zielkoordinaten (Wegpunkt) angegeben worden ist. GPS-Geräte stellen hier eine Weiterentwicklung der klassischen Navigation mit Kompass und Karte dar. Diese Funktion wird beim Geocaching benötigt. Hochwertige, moderne Geräte können neben Wegpunkten, Routen und Track Logs auch digitale Karten speichern und damit den aktuellen Standort auf einer Karte darstellen. Für den Außenbereich liegen für verschiedene Länder topografische Karten im Maßstab 1:25.000 zur Nutzung mit dem GPS vor.
Wenngleich die Outdoor-GPS-Geräte dafür nicht primär gedacht sind, können selbst kleine Armbandgeräte in Autos oder in der Bahn (Fensterplatz, ggf. im Wagenübergang) verwendet werden; der Empfang in Gebäuden ist jedoch mit diesen Geräten gewöhnlich nicht möglich.
2018 werden in Bayern, Tirol und der Schweiz Geräte zur Ortung von Kühen auf Weiden entwickelt und getestet, um Kuhglocken zu ersetzen.

### In der Fotografie

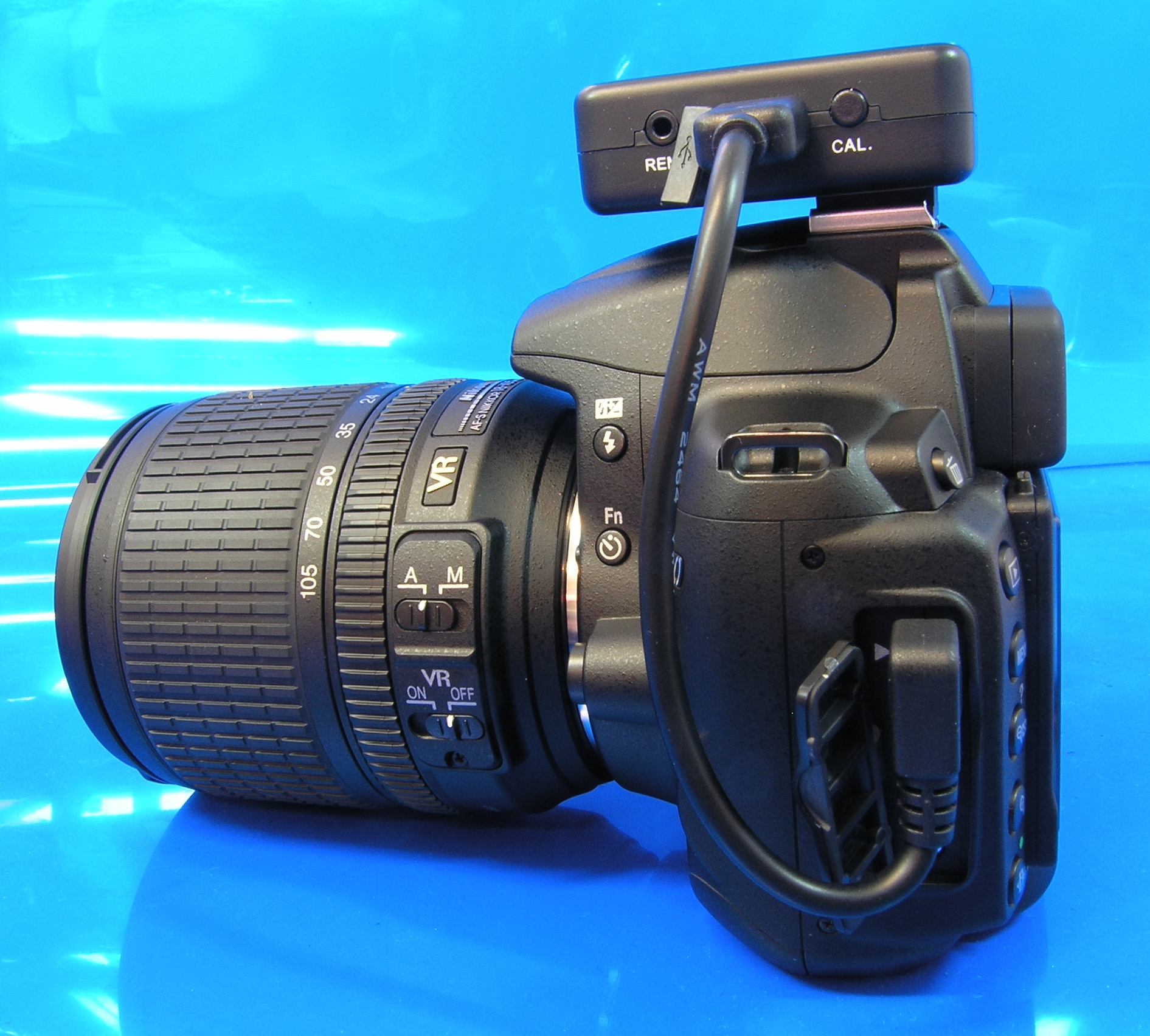
Spezielles Foto-GPS auf GPS-fähiger Kamera

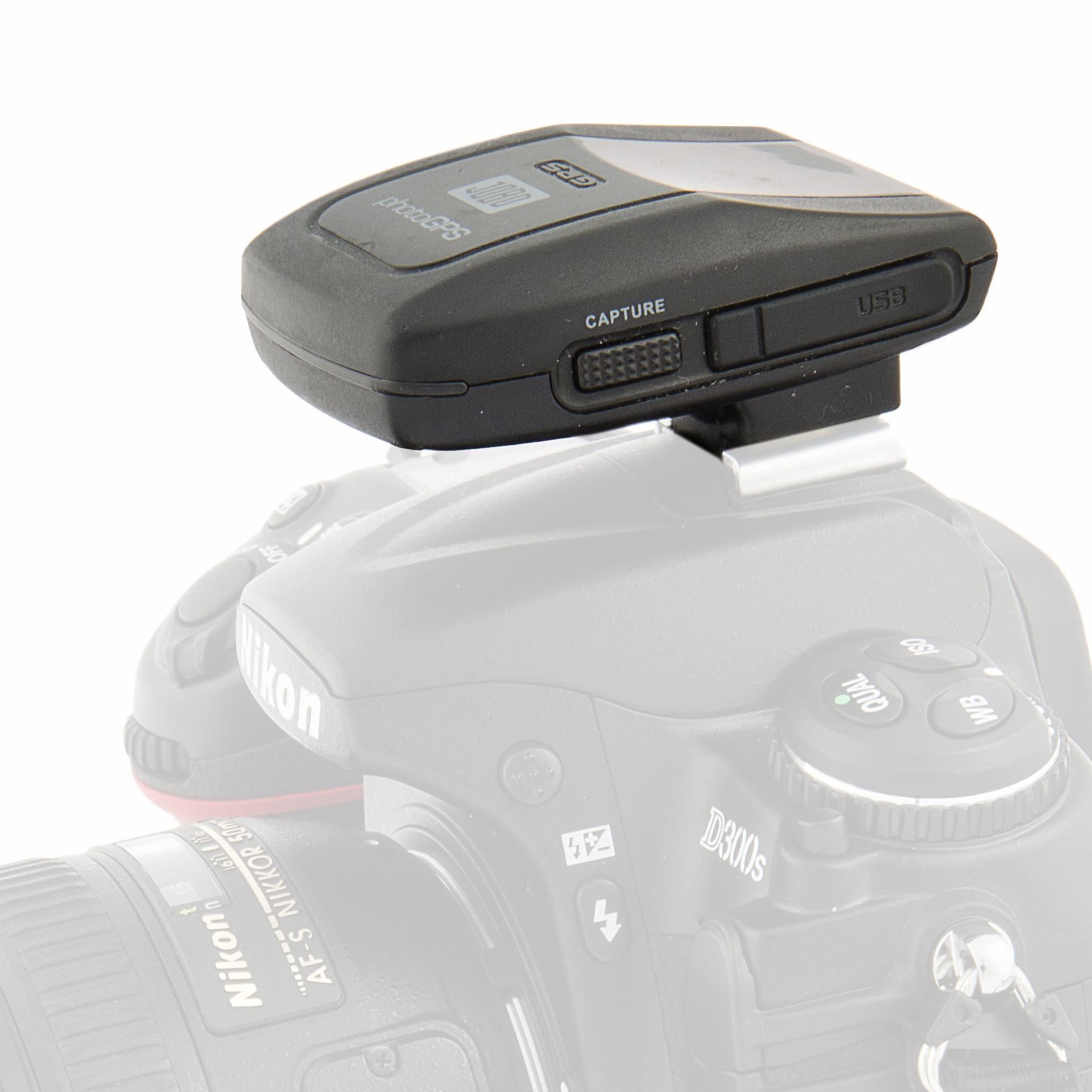
Foto-GPS als Universalmodell für alle Kameras mit Blitzschuh (außer Sony)

GPS-Empfänger werden in der Fotografie eingesetzt, ähnlich den Geräten für den Einsatz im Freien. Bei der Aufnahme werden die aktuellen Koordinaten (Geo-Imaging, Geotagging, Georeferenzierung) in die Exif-Daten des Bildes eingebracht und mit dem Bild gespeichert.
Einige GPS-Empfänger unterstützen die Ermittlung und Speicherung der Ausrichtung (Blickrichtung der Kamera zum Zeitpunkt der Aufnahme). Dies ist allerdings nicht immer sinnvoll, da die Möglichkeit besteht, den GPS-Empfänger zum Beispiel am Trageband der Kamera zu montieren statt auf dem Blitzschuh, wenn dieser zum Beispiel für den Blitz verwendet wird. Damit ist dann keine sichere Angabe der Richtung zu treffen.
Beeinträchtigungen des GPS-Empfangs bei nicht hinreichend freier Sicht zum Himmel, setzten der Genauigkeit von GPS je nach Bebauung, Baumbewuchs usw. in der Fotografie erhebliche Grenzen. Die Tatsache, dass viele GPS-Empfänger im Zweifelsfall die letzte bekannte Position weiter verwenden, erfordert es, sich dieser Randbedingungen bewusst zu sein und ggf. die EXIF-Daten nachträglich am PC zu korrigieren.

### In der Seefahrt
Ein breites Angebot von GPS-Geräten ist auf die besonderen Anforderungen der Navigation in der Seefahrt zugeschnitten. GPS gehört heute zur Grundausstattung eines Schiffes, meist als Kartenplotter, bei dem der über GPS ermittelte Schiffsort in Echtzeit auf einer Elektronischen Seekarte angezeigt wird. Mobile GPS-Empfänger gibt es seit den 1980er Jahren. Mit einem Navigationsprogramm und einer GPS-Maus kann auf dem PC, Notebook oder PDA navigiert werden; heute sind die meisten Mobiltelefone GPS-fähig. In der Großschifffahrt werden integrierte elektronische Informations-, Navigations- und Schiffssteueranlagen (ECDIS) verwendet. Die für die Seenavigation bestimmten Geräte verfügen in der Regel über eine Kartenanzeige („Moving Map“) mit speziellen, elektronischen Seekarten in verschlüsselten Formaten. OpenSeaMap verwendet ein freies Format. Viele der Geräte sind wasserdicht gebaut; anspruchsvollere ermöglichen die kombinierte Darstellung der Seekarten mit weiteren Daten wie Wetterkarten oder Radardarstellungen. Beim Automatischen Identifikationssystem (AIS) dient das GPS neben der Positionsermittlung als Zeitbasis für die Koordinierung der Sendefolge.

### In Gebäuden
In Gebäuden ist der GPS-Empfang generell reduziert bis unmöglich. Im konkreten Fall hängt es neben den verwendeten Baustoffen im Gebäude und deren Dämpfungsverhalten vom Standort innerhalb eines Gebäudes ab. In Fensternähe bzw. in Räumen mit großen Fenstern und freier Sicht auf den Himmel kann je nach momentaner Satellitenposition durchaus noch eine Standortbestimmung mit reduzierter Genauigkeit möglich sein. In abgeschatteten Räumen wie beispielsweise Kellern ist der GPS-Empfang praktisch immer unmöglich.
Mit neueren Empfänger-Chipsätzen der Firma SiRF (etwa SiRF Star III) oder der Firma u-blox (z. B. u-blox-5) ist in manchen Situationen wie in Gebäuden ein GPS-Empfang durch in Hardware massiv parallelisierte Korrelationsempfänger möglich. Statt wie bei herkömmlichen GPS-Empfängern die Korrelationen der Codefolgen (CDMA) zeitlich hintereinander durchzuprobieren und sich nur auf einen Empfangsweg festlegen zu können, werden bei diesen Chipsätzen 204.800 Korrelationsempfänger (SiRF Star III) parallel eingesetzt und zeitgleich ausgewertet. Damit kann der Mehrwegeempfang reduziert werden, und in Kombination mit einer gesteigerten Eingangsempfindlichkeit des HF-Eingangsteils können die an Wänden oder Böden reflektierten GPS-Funksignale unter Umständen im Inneren von Gebäuden oder engen Gassen in dicht verbauten Gebieten noch ausgewertet werden. Allerdings ist bei indirektem Empfang von GPS-Signalen über Reflexionen eine Reduktion der Genauigkeit verbunden, da das Signal dann eine längere Laufzeit aufweist und die genauen zeitlichen Bezüge nicht mehr passen. Der zusätzliche Fehler über Mehrwegeempfang kann einige 10 m betragen.

### Bei Ermittlungen gegen mutmaßliche Verbrecher
Die Verwendung von GPS bei strafrechtlichen Ermittlungen in Deutschland ist legal. Der Europäische Gerichtshof für Menschenrechte (EGMR) wies am 2. September 2010 die Klage eines einstigen Mitglieds der linksextremistischen „Antiimperialistische Zellen“ (AIZ) ab. Damit hat der EGMR die Einschätzung des Bundesverfassungsgerichts bestätigt, das am 12. April 2005 (2 BvR 581/01) so geurteilt und die Beschwerde von Bernhard Uzun zurückgewiesen hatte.
Der EGMR wies in seinem Urteil darauf hin, dass mit der Überwachung weitere Bombenanschläge verhindert werden sollten. „Sie diente damit dem Interesse der nationalen und öffentlichen Sicherheit, der Vorbeugung von Verbrechen und dem Schutz der Rechte der Opfer.“
Bei Fahrzeugortungen werden versteckte GPS-Ortungsgeräte sowohl von den Behörden als auch von privaten Ermittlern verwendet. Diese Ortungsgeräte sind sehr klein und werden magnetisch am Unterboden der Fahrzeuge in wenigen Sekunden angebracht. Sie funktionieren wochenlang ohne externe Stromquelle. Die Ortungsdaten werden entweder per Funk live übertragen oder aufgezeichnet.

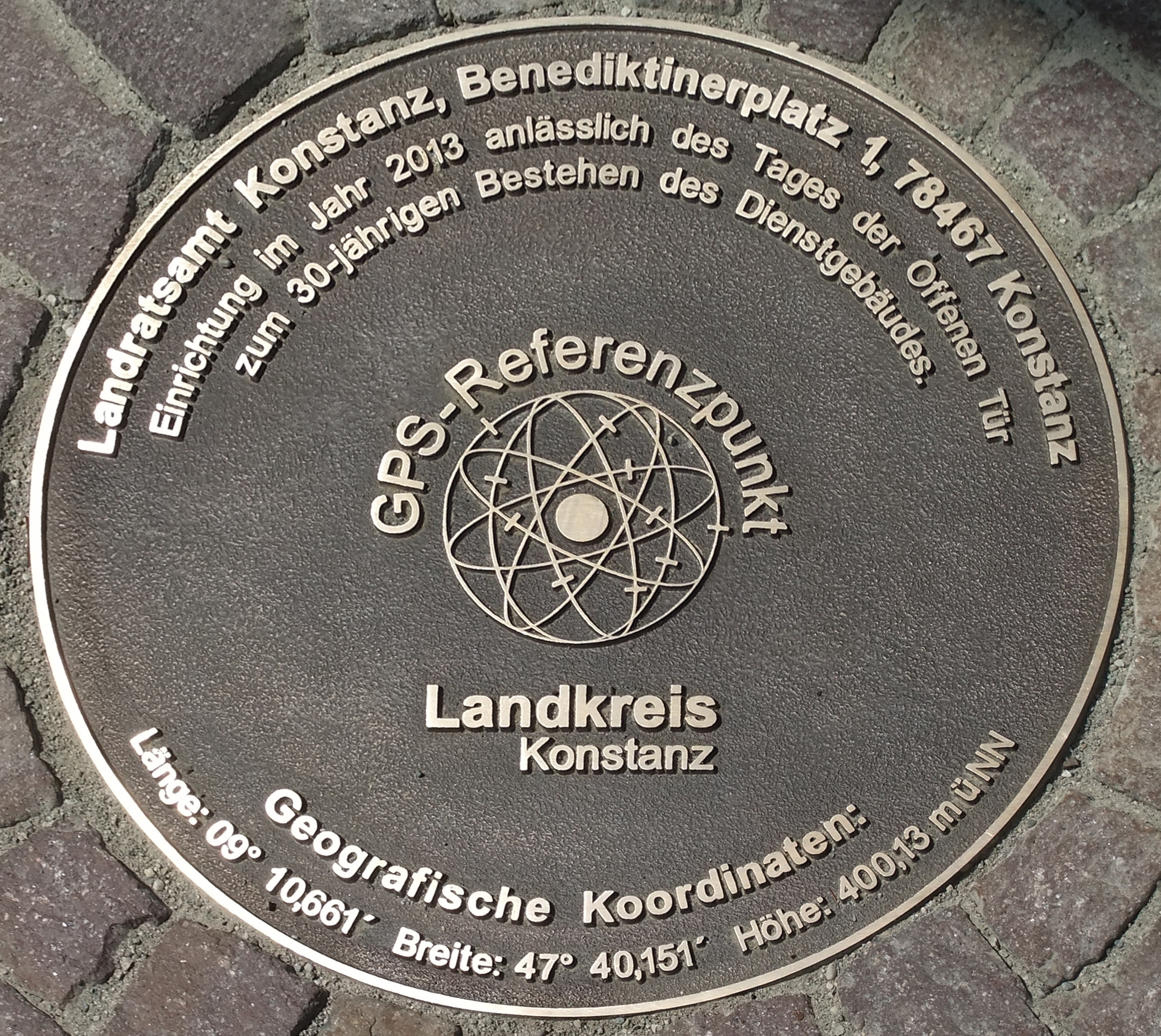
GPS-Referenzpunkt vor dem Landratsamt nahe dem Archäologischen Landesmuseum in Konstanz

## Weitere Satellitennavigationssysteme
- GLONASS, Russland
- Galileo, Europäische Union
- Beidou, China (seit 2004 für den asiatischen Bereich in Betrieb, ein weltweit verfügbares Netz ist seit April 2022 weltweit verfügbar)[52]
- Indian Regional Navigation Satellite System, Indien (im Aufbau; deckt nur Indien ab)
- Quasi-Zenit-Satelliten-System, Japan (im Aufbau zur regionalen Abdeckung)